# Favoritenstraße

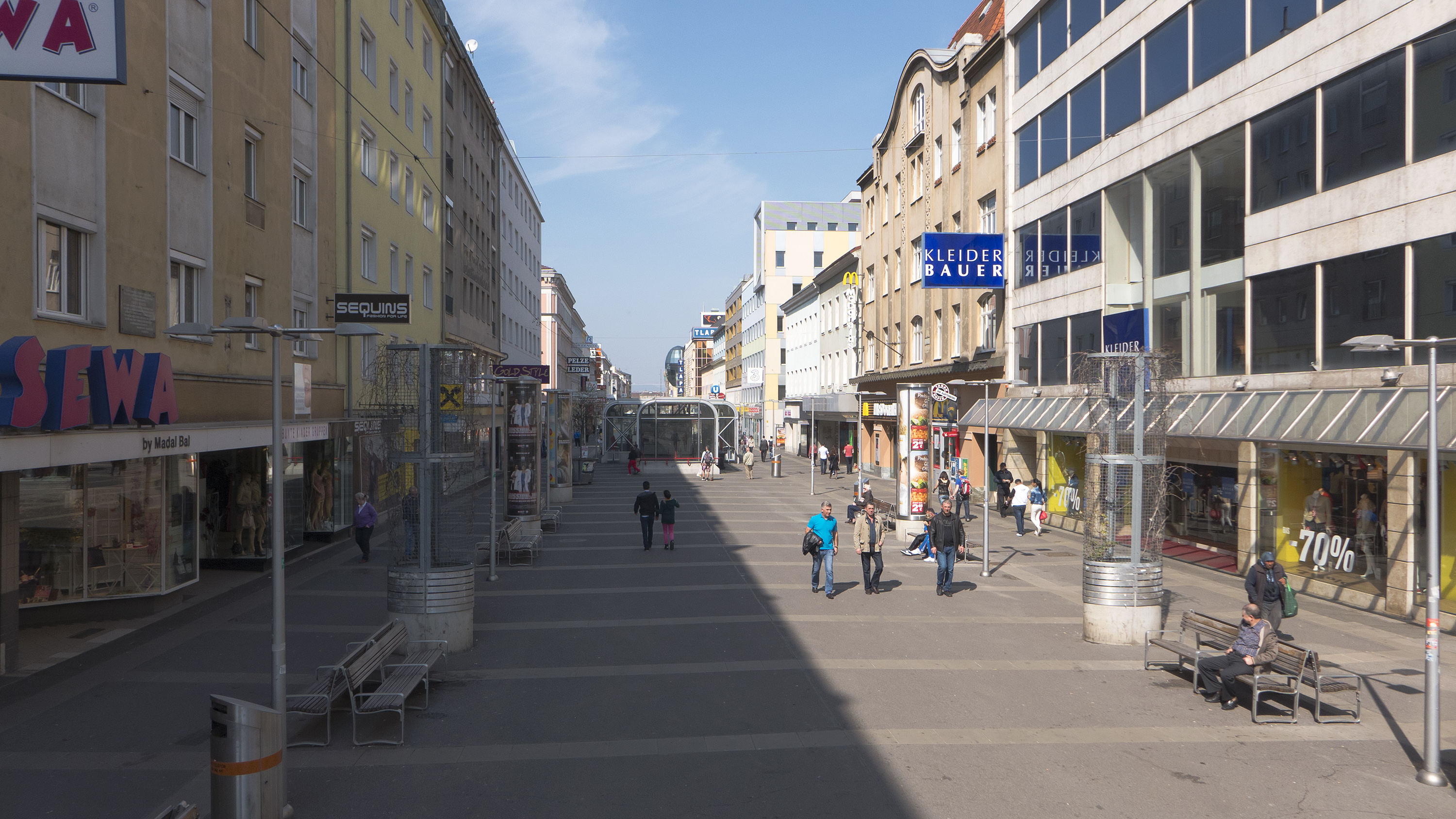
Die Favoritenstraße im 10. Bezirk, bei der Keplergasse, Blick Richtung Norden (Südtiroler Platz)

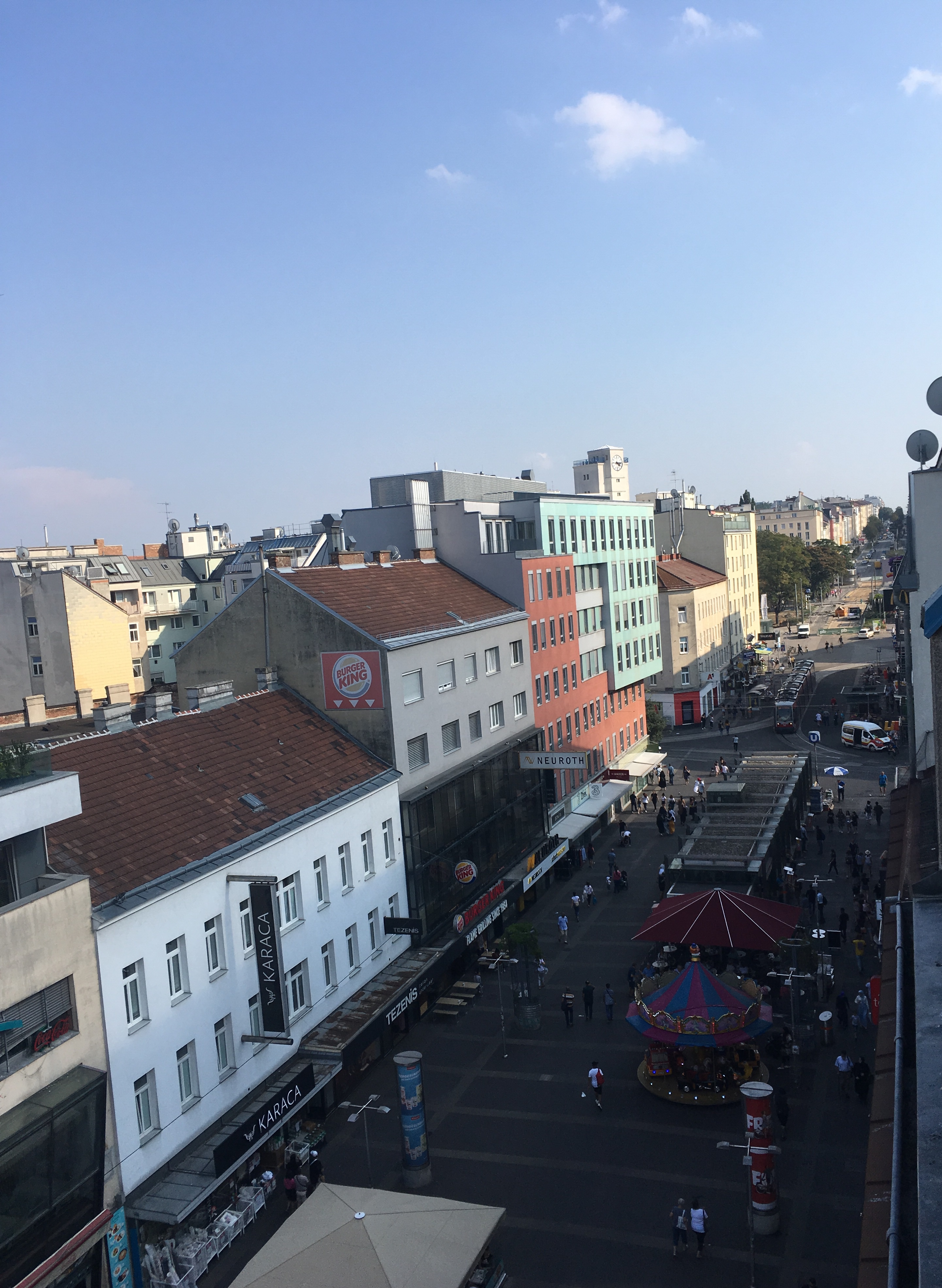
Die Fußgängerzone Favoritenstraße im 10. Bezirk vom Viktor-Adler-Platz Richtung Reumannplatz (Süden)

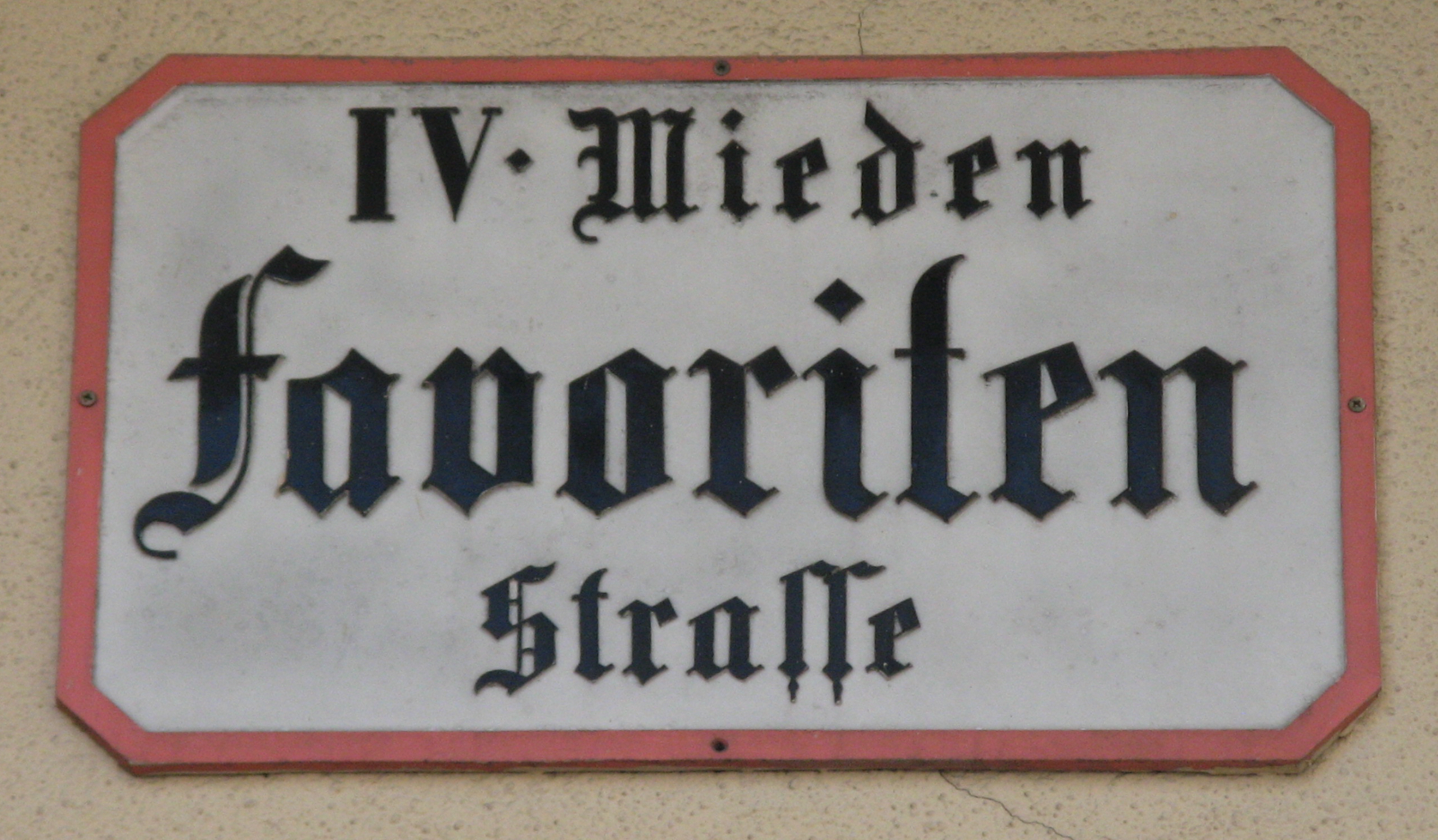
Nachgemachtes historisches Straßenschild; im Original wurde Straße mit ß (langes und rundes s) geschrieben und der Punkt nach IV nicht hochgestellt.

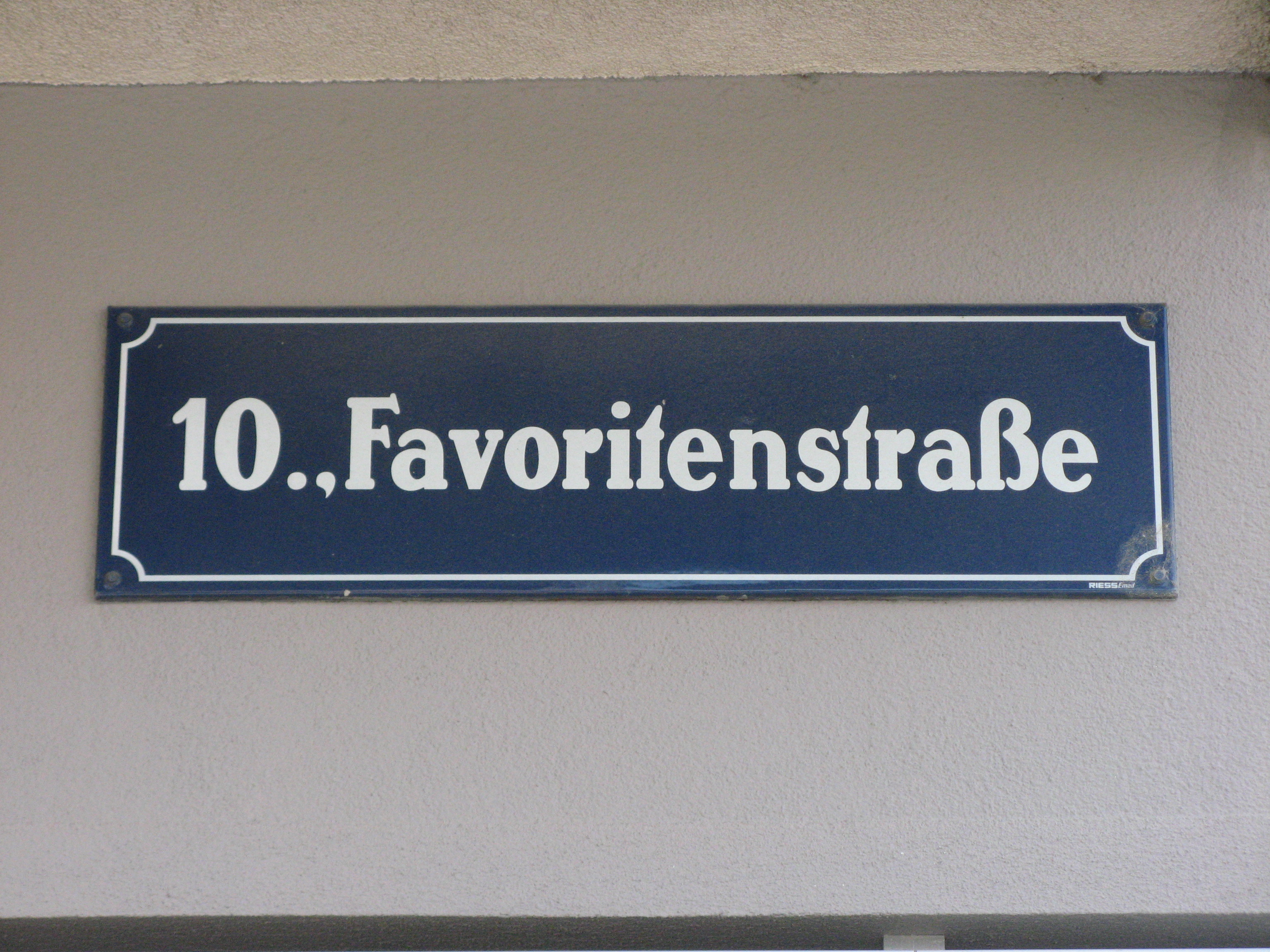
Straßentafel der Favoritenstraße im 10. Bezirk

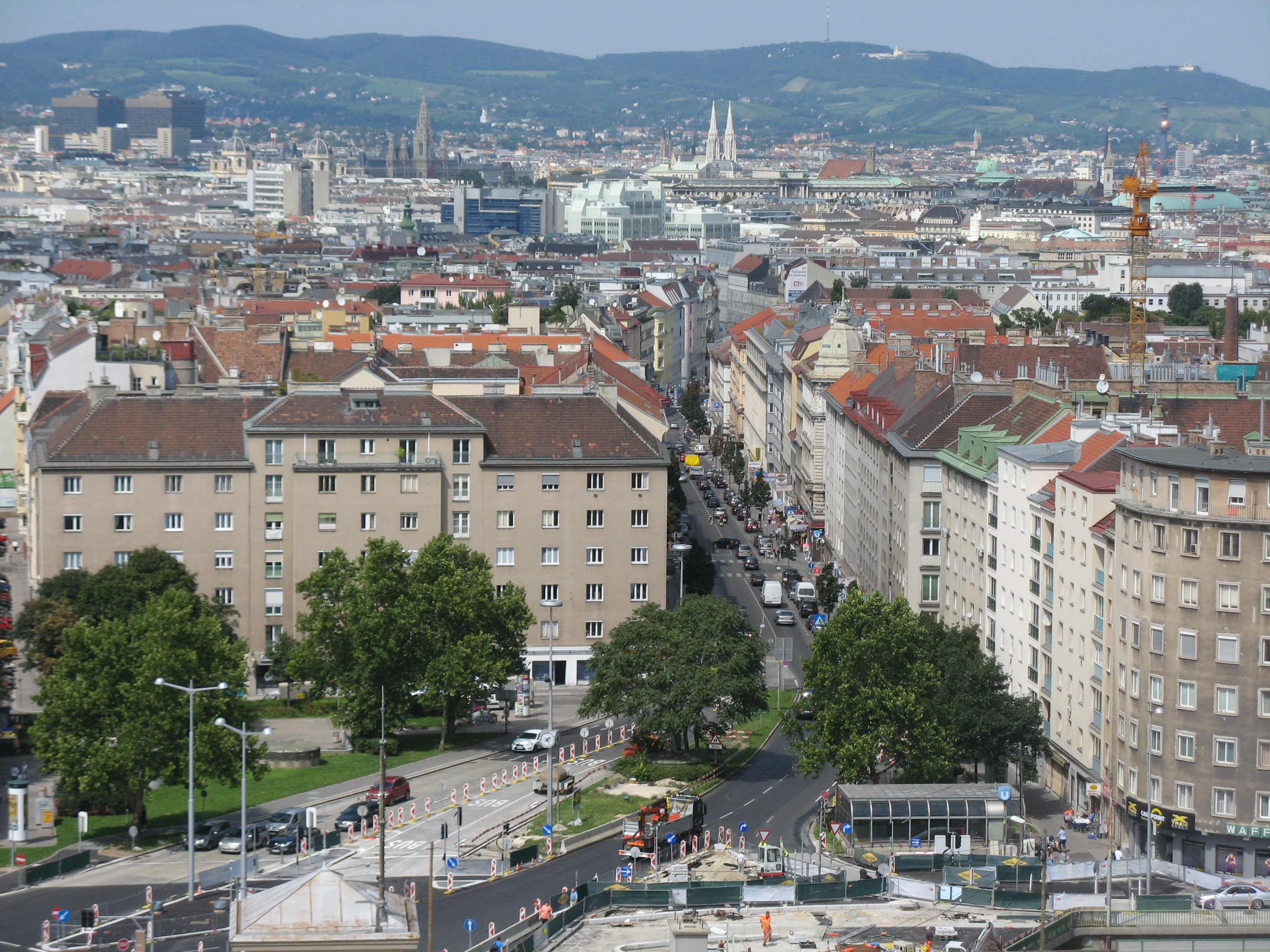
Blick auf Südtiroler Platz und Favoritenstraße im 4. Bezirk

Die Favoritenstraße ist eine bedeutende Geschäfts- und Ausfallstraße im 4. Wiener Gemeindebezirk, Wieden, und im 10. Bezirk, Favoriten.

## Geschichte

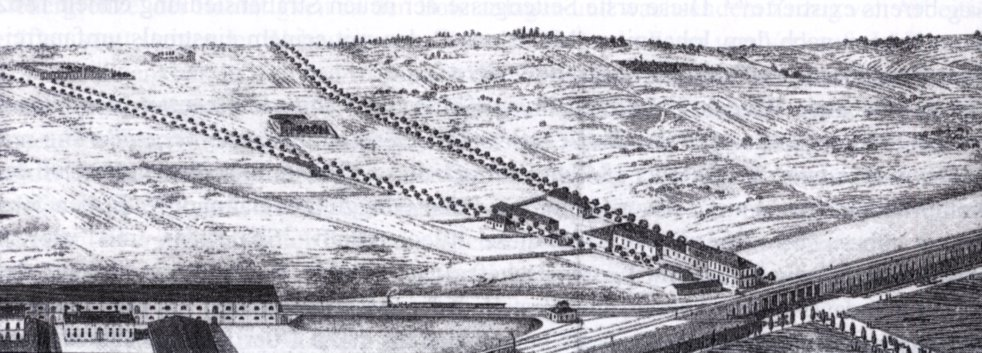
Gebiet des heutigen Favoriten um 1843. Unten die Wien-Gloggnitzer Bahnlinie, vor der Favoriten-Linie das Gasthaus Steudel zwischen Himberger (links) und Laxenburger (rechts) Straße, in der Mitte der Rote Hof und ganz oben das Alte Landgut (örtlich nicht bei der heutigen Haltestelle dieses Namens)

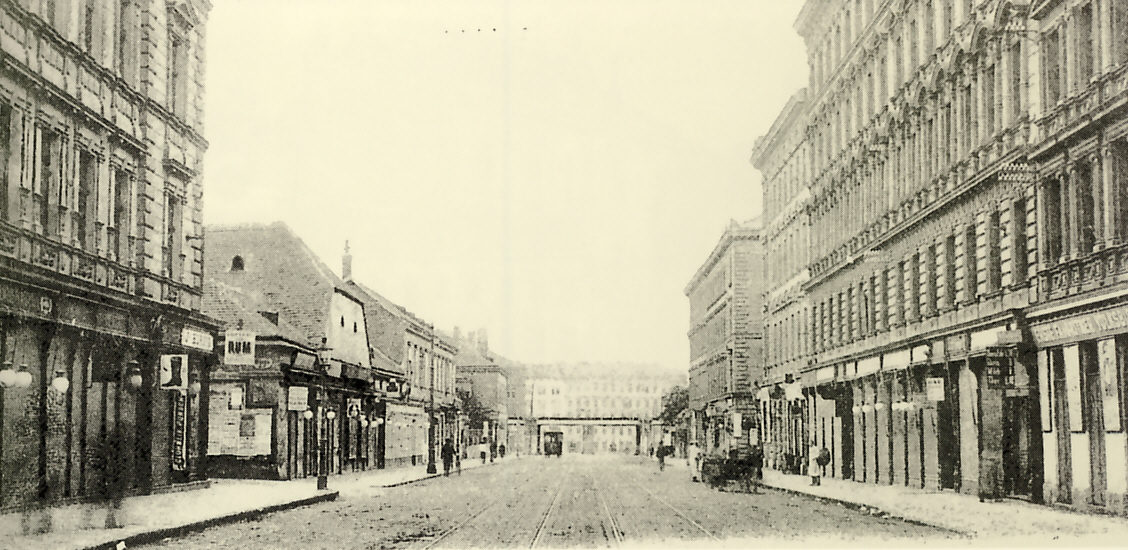
Favoritenstraße im 10. Bezirk von der Huppgasse stadteinwärts gesehen, 1899; bis 1903 war der Name hier Himberger Straße

### Ein Weg vom historischen Wien nach Süden
Die Favoritenstraße war und ist neben der Wiedner Hauptstraße die wichtigste Ausfallstraße des 4. Bezirks nach Süden. Während der Weg seit dem Mittelalter über die Wiedner Hauptstraße und die Triester Straße nach Wiener Neustadt und in weiterer Folge nach Italien führt, gelangte man über die Favoritenstraße in südöstlicher Richtung nach Ungarn. Ihr ursprünglicher Name war Wimpassinger Weg (nach dem altungarischen Grenzort Wimpassing an der Leitha auf dem Weg nach Ödenburg), nach der Errichtung des kaiserlichen Lustschlosses Favorita im heutigen 4. Bezirk wurde sie Kaiserweg genannt.
Am stadtzentrumsseitigen Beginn der Straße erfolgte bereits im 17. Jahrhundert dichtere Verbauung, anschließend führte die Straße als Feldweg weiter zum Favorithen-Thor, bei dem wieder eine kleinere Häusergruppe mit Kapelle bestand. Auf dem Wien-Plan von Vasquez aus dem Jahr 1830 erscheint der Name Favoriten Linien Straße (Linie = Tor im Linienwall, eine Steuergrenze). Im 19. Jahrhundert veränderte sich der Charakter der Straße durch zahlreiche gründerzeitliche Bauten. Sie war gegenüber dem einstigen Lustschloss Favorita, in dem nunmehr die Theresianische Akademie, eine Eliteschule, untergebracht war, um 1900 eine vornehme Wohngegend. 1903 wurde die Himberger Straße vom Wiedner Gürtel und vom späteren Südtiroler Platz (der die Häusernummerierung der Favoritenstraße unterbricht) bis zur damaligen Stadtgrenze an der Donauländebahn in die Favoritenstraße einbezogen. Südlich der Bahn verblieb bis heute der alte Name.
Von der Straße etwas abgerückt steht im 10. Bezirk beim Keplerplatz, der die Häusernummerierung der Favoritenstraße ebenfalls unterbricht, am westlichen Straßenrand an der Kreuzung mit der Gudrunstraße die Keplerkirche, lang die einzige Kirche Favoritens. Einen Häuserblock weiter südlich entstand schon nach 1870 (ebenfalls am westlichen Straßenrand) ein Marktplatz, seit 1919 Viktor-Adler-Platz benannt; auch er unterbricht die Hausnummerierung der Favoritenstraße. Auf dem Platz befindet sich bis heute der Viktor-Adler-Markt.
Der Reumannplatz unterbricht die Favoritenstraße am südlichen Ende der heutigen Fußgängerzone. Dort wurde 1926 das Amalienbad, ein städtisches Hallenbad, eröffnet. Gegenüber befindet sich seit 1955 der über den Bezirk hinaus bekannte Eissalon Tichy.
Auf früher landwirtschaftlich genutzten Flächen wurde 1947–1977 auf dem Südabhang des Laaer Berges die Per-Albin-Hansson-Siedlung mit den Bauteilen West, Nord (beide westlich der Straße) und Ost errichtet. Sie umfasst mehr als 6000 kommunale Sozialwohnungen. 1959 wurde unmittelbar südlich der Bergkuppe das Laaerbergbad, ein großes städtisches Sommerbad, eröffnet.
1970 entstand statt der Kreuzung der Favoritenstraße mit Grenzackerstraße und Ludwig-von-Höhnel-Gasse auf einer Kuppe des Laaer Berges der Verteilerkreis Favoriten mit Zufahrten zur Südosttangente genannten Stadtautobahn, der stärkstfrequentierten Straße Österreichs, und zum Laaerbergbad. Seit 1981 heißt diese Verkehrsfläche amtlich Altes Landgut.
Ab 1974 entstand zwischen Columbusplatz und Reumannplatz im 10. Bezirk eine große Fußgängerzone, die diesen Abschnitt zum lebhaften Zentrum des Bezirks machte. Später wurde auch der Abschnitt vom Gürtel zum Columbusplatz einbezogen und die hier verbliebene Straßenbahnlinie O in die parallele Laxenburger Straße verlegt.
Unmittelbar bei der Kreuzung der Favoritenstraße mit dem Gürtel beim Südtiroler Platz befindet sich der 2015 fertiggestellte Wiener Hauptbahnhof.

### Öffentliche Verkehrsmittel
Das erste öffentliche Verkehrsmittel, das die Favoritenstraße erreichte, war eine 1873 eröffnete Pferdebahnlinie vom Schwarzenbergplatz über die Lothringerstraße, vor der Karlskirche vorbei in die Karlsgasse und durch die Gusshausstraße zur Favoritenstraße, in der die Pferdebahn bis zum Keplerplatz fuhr, dort in die Gudrunstraße einbog und nach der Kreuzung mit der Laxenburger Straße bei der Jagdgasse endete. 1889 wurde diese Linie vom Keplerplatz durch die Favoritenstraße bis zur Angeligasse (vier Häuserblöcke südlich des späteren Reumannplatzes) beim damaligen Gasthaus Altes Landgut verlängert.
1899 / 1900 wurde die Strecke vom stadtzentrumsseitigen Anfang der Favoritenstraße bis zur Angeligasse elektrifiziert. 1908 war die Strecke bis zur Lehmgasse (beim heutigen Verteilerkreis Favoriten) verlängert, 1914 wurde sie bis zum südlichen Ende der Favoritenstraße, bis 1938 Stadtgrenze an der Donauländebahn, weitergebaut. Züge der Linie 67 verkehrten dann vom Ring, Oper, bis zur Lehmgasse, Züge der Linie 167 bis zur Endstation Rothneusiedl, Donauländebahn.
Mit dem Bau der ersten U-Bahn-Linie Wiens, der U1, unter der Favoritenstraße, die 1978 eröffnet wurde, entfiel der Straßenbahnverkehr in der Straße im 4. Bezirk und vom Columbusplatz bis zur Quellenstraße im 10. Bezirk seit 1971. Die U-Bahn-Stationen Taubstummengasse, Südtiroler Platz, Keplerplatz und Reumannplatz, bis 2. September 2017 die südliche Endstation, befinden sich unmittelbar unter der Favoritenstraße. Für die Straßenbahn wurde 1971–1978 eine Umleitung in Betrieb genommen, die im 4. Bezirk durch die Graf-Starhemberg-Gasse, im 10. Bezirk durch Laxenburger Straße und Schröttergasse über den Antonsplatz zur äußeren Favoritenstraße führte.
1974 fand im neu geschaffenen Kurpark Oberlaa die Wiener Internationale Gartenschau statt, gleichzeitig wurde das Kurzentrum Oberlaa eröffnet. Die Linie 67 wurde aus diesem Anlass von der Favoritenstraße in Rothneusiedl zum Kurzentrum Oberlaa verlängert.
Die Straßenbahnlinie 67 wurde 1978 in der Favoritenstraße Richtung Kurzentrum Oberlaa auf den Abschnitt Quellenstraße–Rothneusiedl verkürzt. Die Station im Verteilerkreis Favoriten erhielt den Namen Altes Landgut. Von der Quellenstraße verkehrt der 67er über Laxenburger Straße, Troststraße und Neilreichgasse usw. zur Endstation Otto-Probst-Platz.

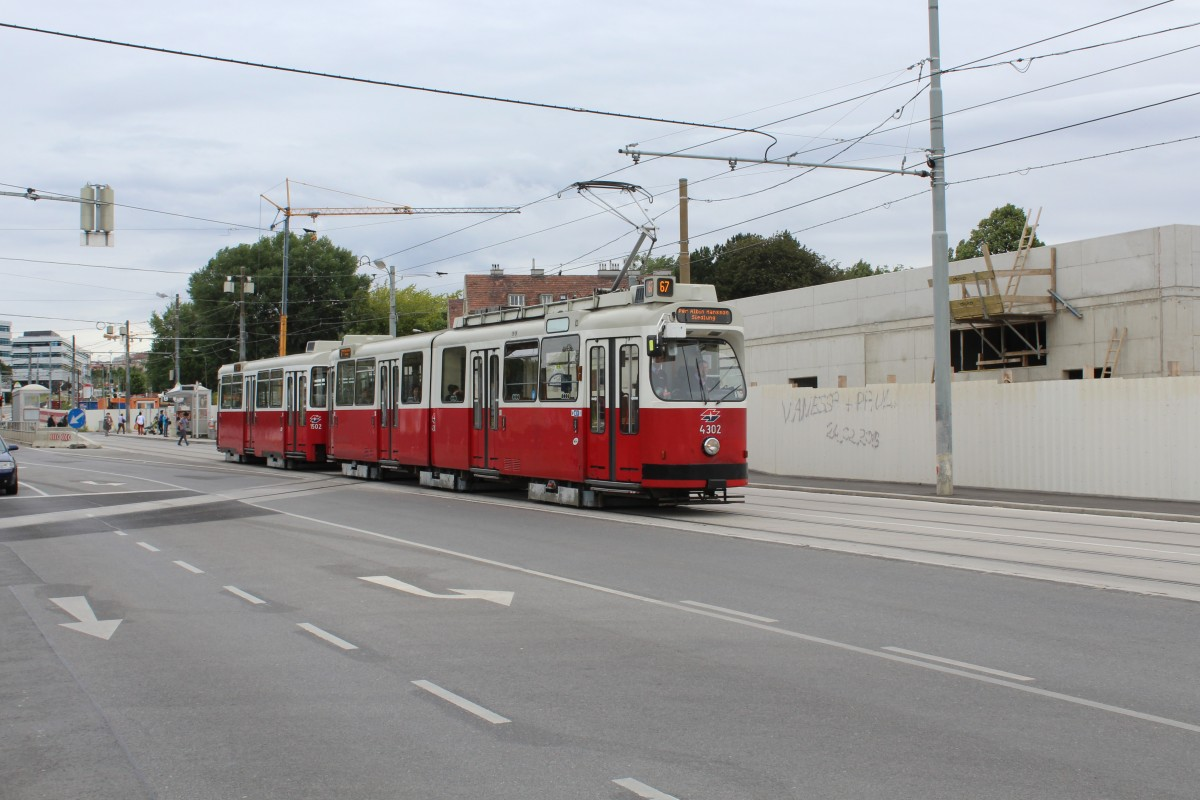
Auf dem Foto von 2014 sind die U-Bahn-Bauarbeiten für die Station Alaudagasse schon im Gange; der 67er endete ab diesem Jahr schon hier, da auf der weiteren Strecke Richtung Oberlaa die U1-Verlängerung gebaut wurde.

Mit der am 2. September 2017 eröffneten südlichen Verlängerung der U-Bahn-Linie U1 vom Reumannplatz, 1978–2017 Endstation, nach Oberlaa (mit der Therme Wien) ist der Straßenbahnverkehr in der Favoritenstraße komplett entfallen. Unter der Straße sind die neuen U-Bahn-Stationen Troststraße, Altes Landgut und Alaudagasse gebaut worden.

## Lage und Charakteristik
Die Favoritenstraße zählt mit einer Länge von 5,7 km und mit 262 als höchster Hausnummer zu den längsten Straßen Wiens. Sie ist Teil der Ödenburger Straße genannten B16. Die Favoritenstraße beginnt im 4. Bezirk nahe dem Stadtzentrum bei der Wiedner Hauptstraße und führt ansteigend über den Südtiroler Platz und den Wiedner Gürtel in den 10. Bezirk weiter, wo sie Columbusplatz, Keplerplatz, Viktor-Adler-Platz und Reumannplatz berührt, beim Alten Landgut ihren Scheitelpunkt am Laaer Berg erreicht und von dort abwärts in Richtung Rothneusiedl bis zur Donauländebahn führt, wo sie in der Himberger Straße ihre Fortsetzung findet.
Die Favoritenstraße ist sowohl für den Autoverkehr als auch für den öffentlichen Verkehr von großer Bedeutung. Für den Autoverkehr ist ihre Anbindung an Gürtel und Südosttangente wichtig, für den öffentlichen Verkehr vor allem die unter ihr verlaufende U-Bahn-Linie U1, die vom Beginn der Straße fast bis zur Donauländebahn führt; die Verlängerung vom Reumannplatz dorthin wurde am 2. September 2017 in Betrieb genommen, die Straßenbahnlinie 67 in der Favoritenstraße eingestellt.
Beim Südtiroler Platz wurde bis 2015 der neue zentrale Hauptbahnhof Wiens fertiggestellt. Zwischen Gürtel und Reumannplatz ist die Favoritenstraße Fußgängerzone und Geschäftszentrum des 10. Bezirks. Südlich der U-Bahn-Station Altes Landgut im Verteilerkreis Favoriten befindet sich die Per-Albin-Hansson-Siedlung, eine der größten Wohnsiedlungen Wiens, zu beiden Seiten der Favoritenstraße.

## Bedeutende Bauwerke

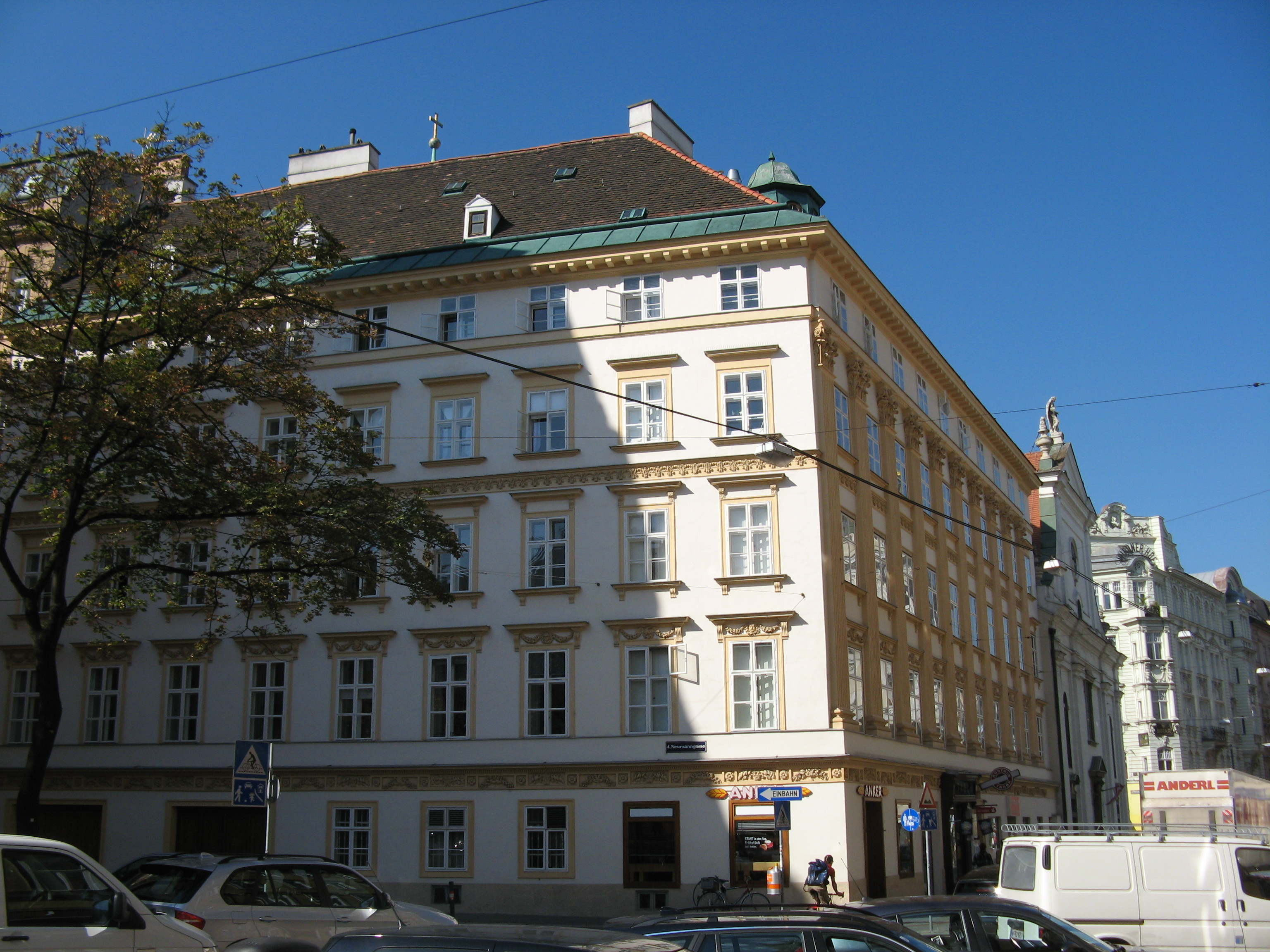
Nr. 2: Haus (1802) von Franz Wipplinger

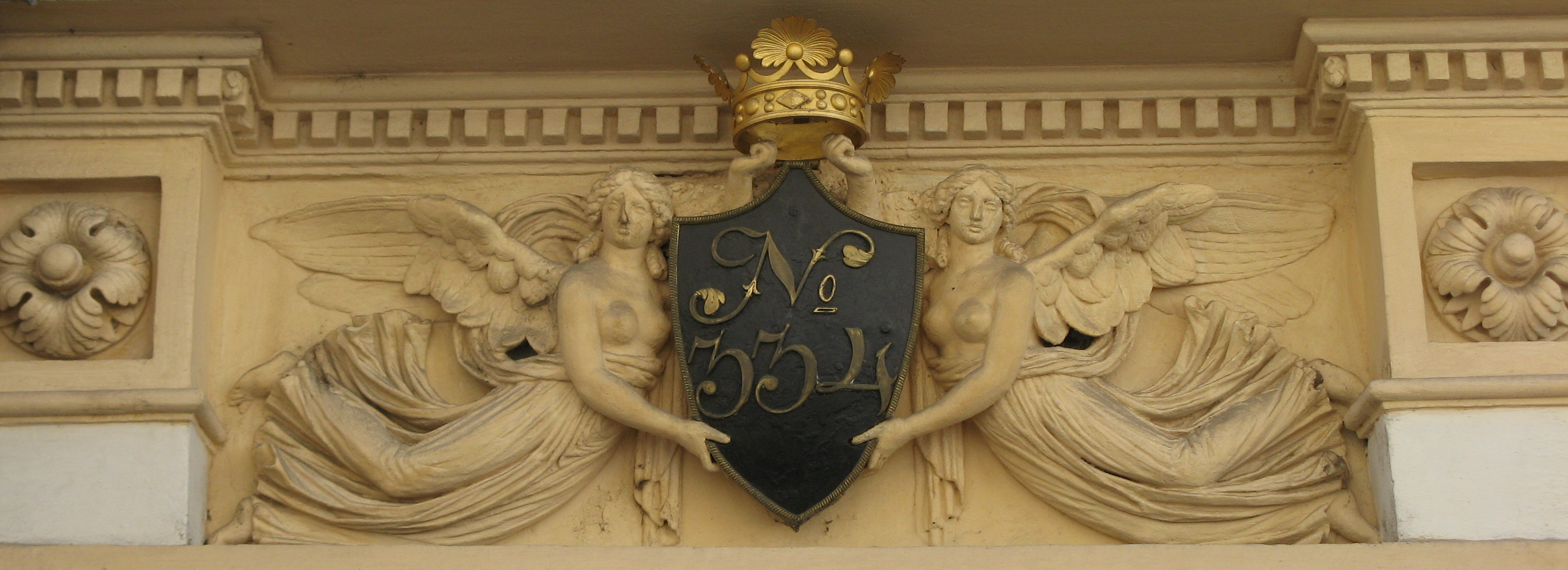
Nr. 2: Wappentragende Genien über dem Eingang

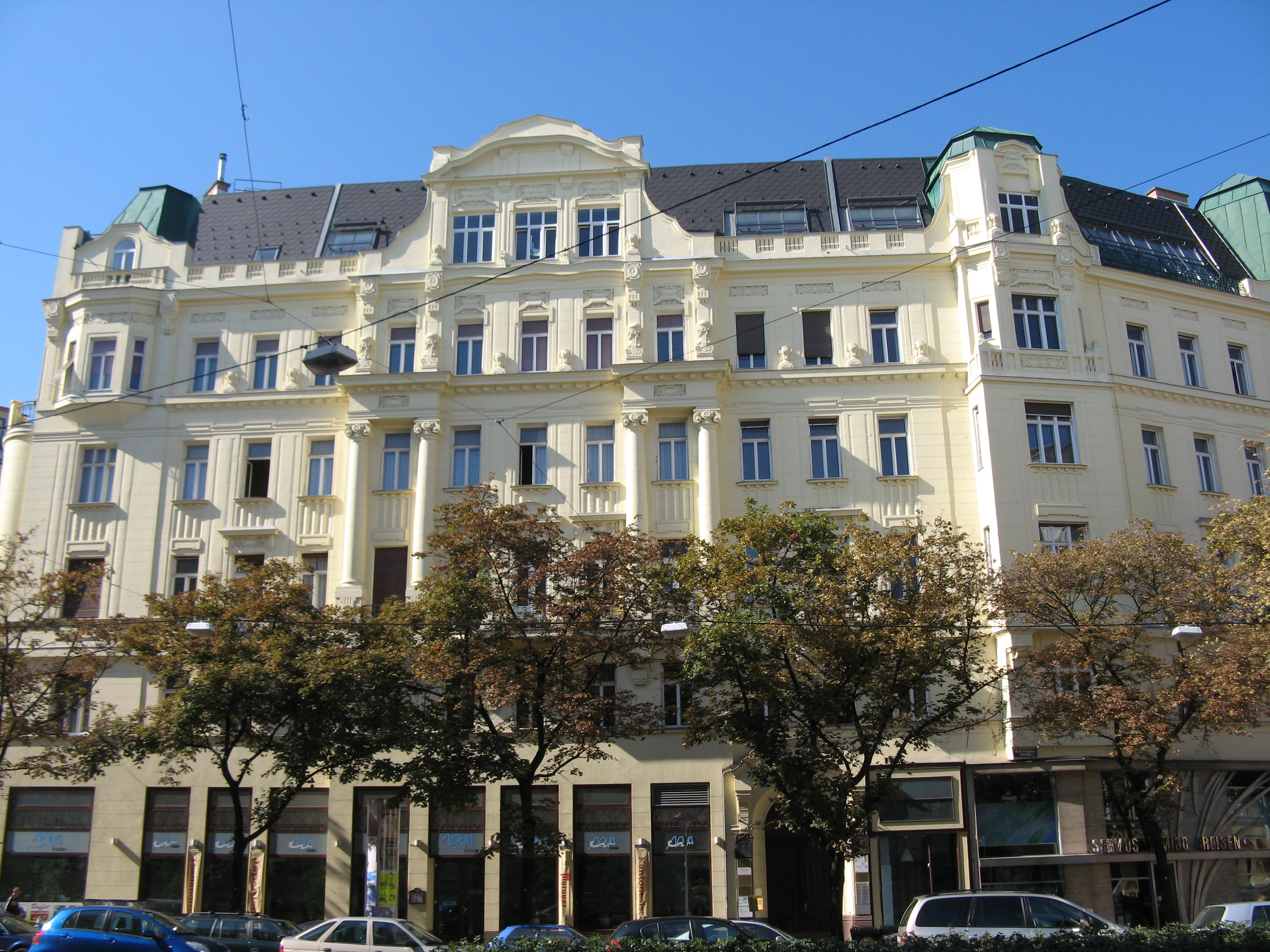
Nr. 4 und 6: Haus (1911) von Fritz Bretschneider

Die Favoritenstraße beginnt als Abzweigung von der Wiedner Hauptstraße bei der Paulanerkirche und einem dort befindlichen, heute Irene-Harand-Platz genannten freien Plätzchen vor der Kirche.
Da die geraden Hausnummern an der westlichen und die ungeraden an der östlichen Straßenseite selten direkt gegenüber situiert sind, wurde bei Häusern nahe der Bezirksgrenze 4 / 10 (die am nördlichen Rand der Südbahntrasse verläuft) die Bezirksnummer angeführt. Südtiroler Platz, Keplerplatz, Viktor-Adler-Platz und Reumannplatz werden vom Straßenzug gekreuzt und unterbrechen mit ihren Hausnummern die Nummerierung in der Favoritenstraße.

### Nr. 2: Ehemals Paulanerkloster
Bis zu seiner Aufhebung 1783/84 befand sich hier das Klostergebäude des Paulanerordens. 1802 ließ sich der Landkutscher Joseph Neumann (1764–1849), der Mitglied des Äußeren Rats der Stadt Wien war, an dieser Stelle von Franz Wipplinger ein vierstöckiges Wohnhaus errichten. Dieses stellt ein gutes Beispiel des klassizistischen Wohnhausbaus in Wien dar. Über dem Eingang befindet sich ein Relief mit wappentragenden Genien.

### Nr. 4 und 6: Späthistorismus
1911 erbaute der Architekt Fritz Bretschneider diesen großen späthistoristischen Baublock mit reicher Gliederung und aufwendiger Innenausstattung.

### Nr. 5: Elektrotechnisches Institut
Anstelle dieses 1973 errichteten Gebäudes der Technischen Universität befand sich von 1794 bis 1843 die Artilleriekaserne Wieden. Anschließend war hier bis 1856 das Artillerie-Feldzeugamt untergebracht. Dann wurde das Haus bis 1916 als Bezirksgericht genutzt. Von 1916 bis 1973 blieb das Grundstück unverbaut.

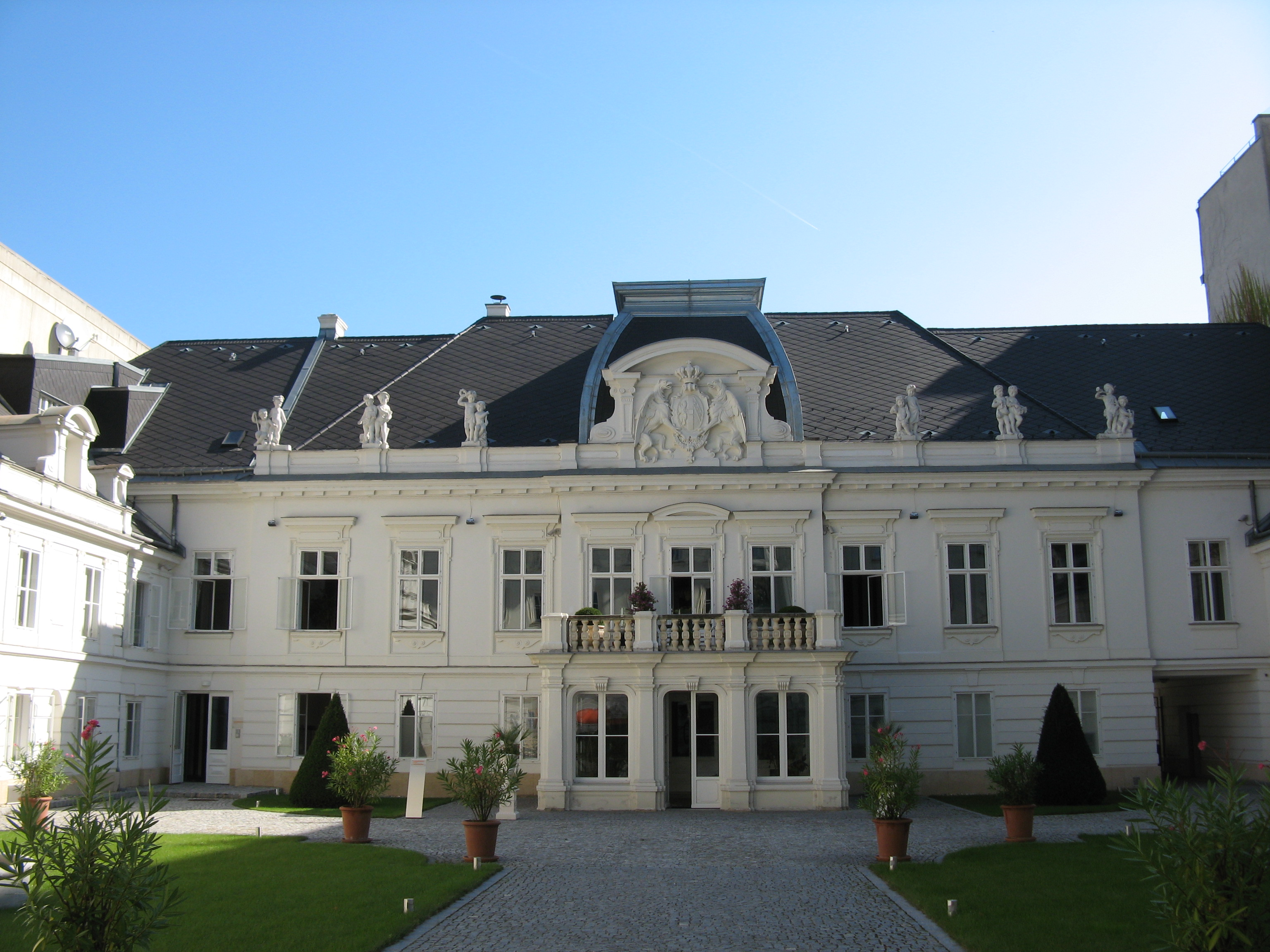
Nr. 7: Palais Erzherzog Carl Ludwig

### Nr. 7: Palais Erzherzog Carl Ludwig
Das Palais Erzherzog Carl Ludwig ist ein reizvolles kleines Gartenpalais, das von der Straße her heute nicht sichtbar ist, da sich dort ein moderner Neubau befindet. Das Palais wurde als barockes Schlösschen 1780 von Adalbert Hild erbaut und 1872 / 1873 durch Heinrich von Ferstel umgestaltet. Durch die Hinzufügung von kleinen Seitentrakten entstand der Eindruck eines Ehrenhofes. Ab 1961 befand sich darin das Spielcasino Le Palais.

### Nr. 8: Ehemals Theater
An Stelle des August-Bergmann-Hofs, in dem sich eine Filiale der Büchereien Wien befindet, stand einst das Johann-Strauss-Theater. Es wurde 1908 von Eduard Prandl errichtet und als beliebtes Operettentheater mit 1200 Zuschauerplätzen geführt. Nach der Weltwirtschaftskrise wurde es 1931 in eine Varieté-Bühne und ein Kino umgebaut, das den Namen Scala trug. 1945–1955 diente das Gebäude als Theater für Stücke politischen Inhalts, die den Sowjets (als Besatzungsmacht im 4. Bezirk) genehm waren. Es trug damals von 1948 bis 1956 den Namen Neues Theater in der Scala. Da das unter Kommunismusverdacht stehende Haus keine öffentlichen Subventionen erhielt, musste es bald den Betrieb einstellen. Das ungenutzte Gebäude wurde schließlich 1959/1960 abgerissen.
In den Jahren 1978–1981 wurde auf dem freien Platz eine städtische Wohnhausanlage nach Plänen von Gerhard Krampf und Karl Schwanzer errichtet. Sie wurde nach dem sozialdemokratischen Bezirkspolitiker August Bergmann (1906–1966) benannt. Die Anlage umfasst 61 Wohnungen und besitzt 7 Stockwerke entlang der Favoritenstraße und der Paulanergasse. An der Straße befinden sich Arkaden, eine Gedenktafel erinnert an das einstige Johann-Strauß-Theater. Der Künstler Kurt Spurey gestaltete eine Betonwand mit dem Namen Bewegung.

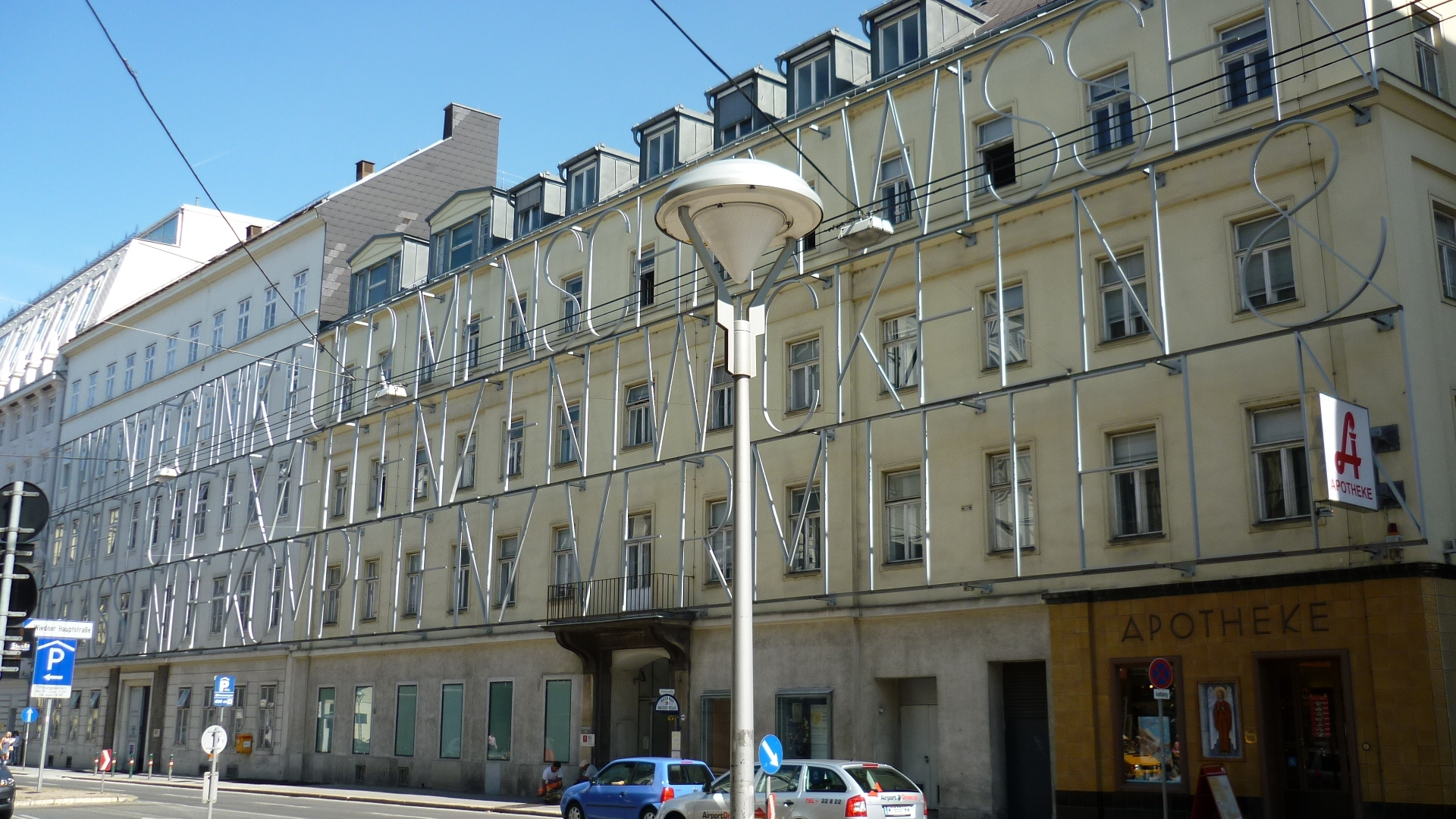
Nr. 9 und 11: Aufschriften der Technischen Universität Wien

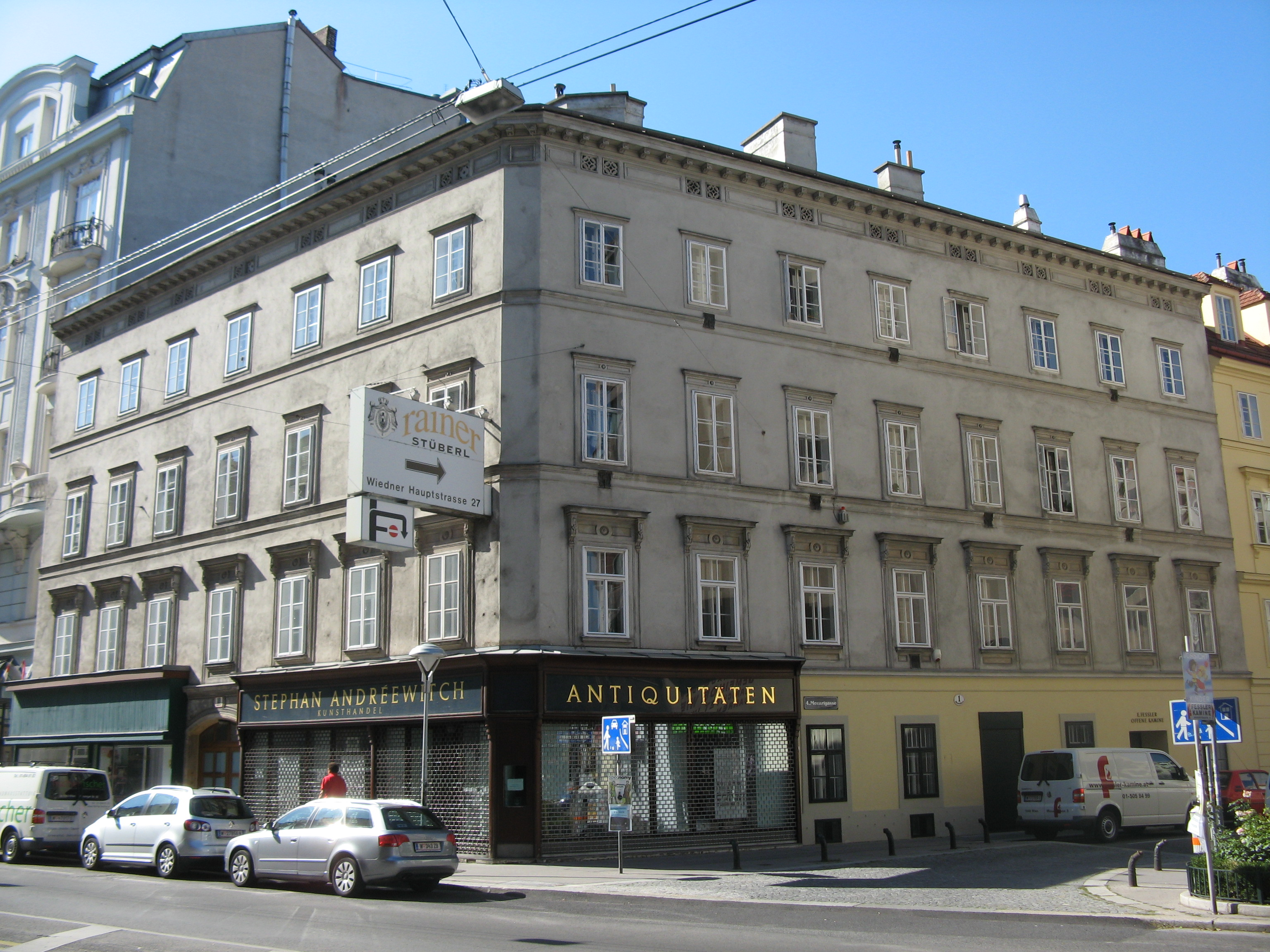
Nr. 10: Haus (1798)

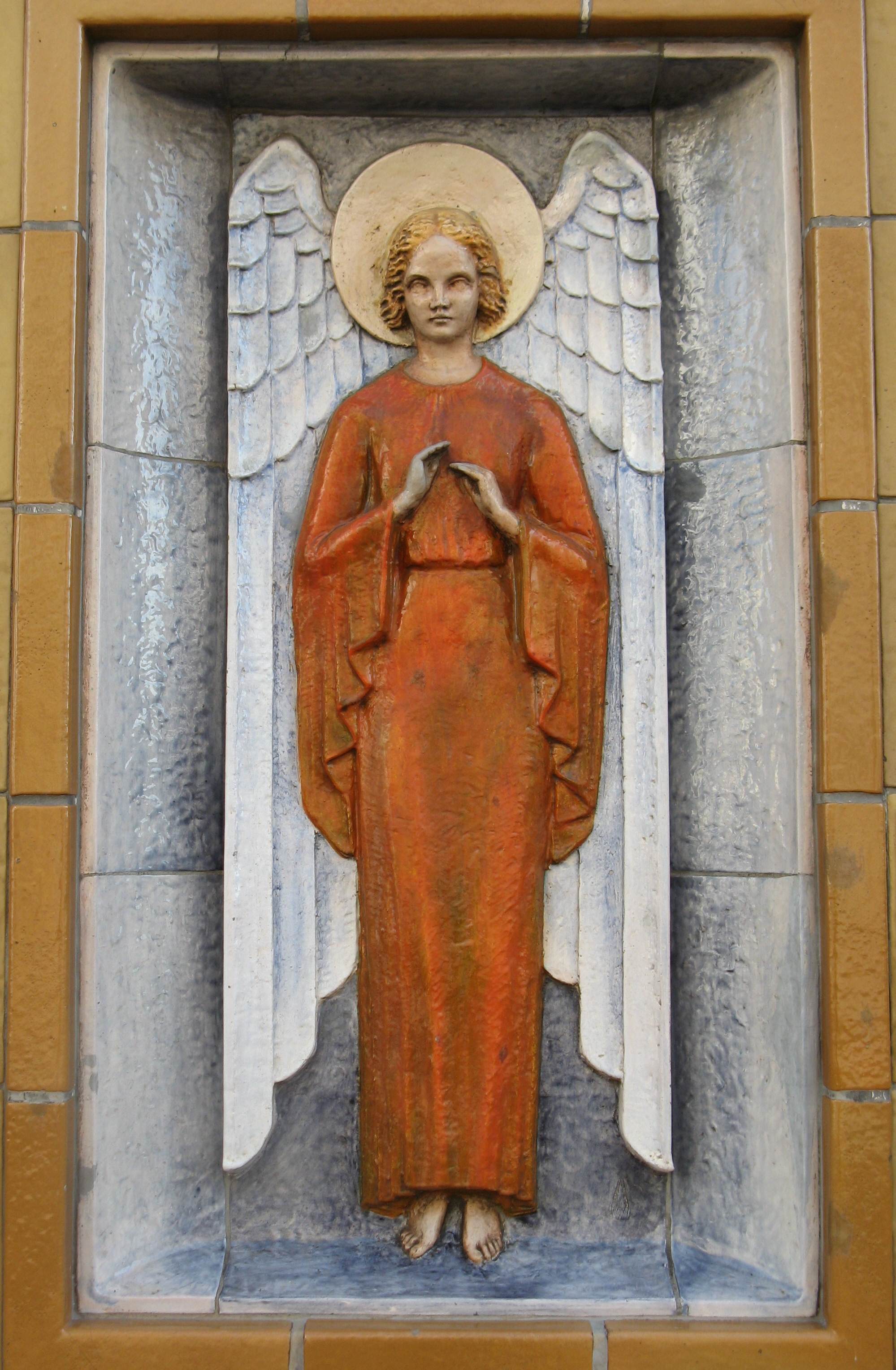
Nr. 11: Schutzengel, Majolikarelief (um 1930) an der Schutzengel-Apotheke

### Nr. 11: Ehemaliges Hotel Victoria

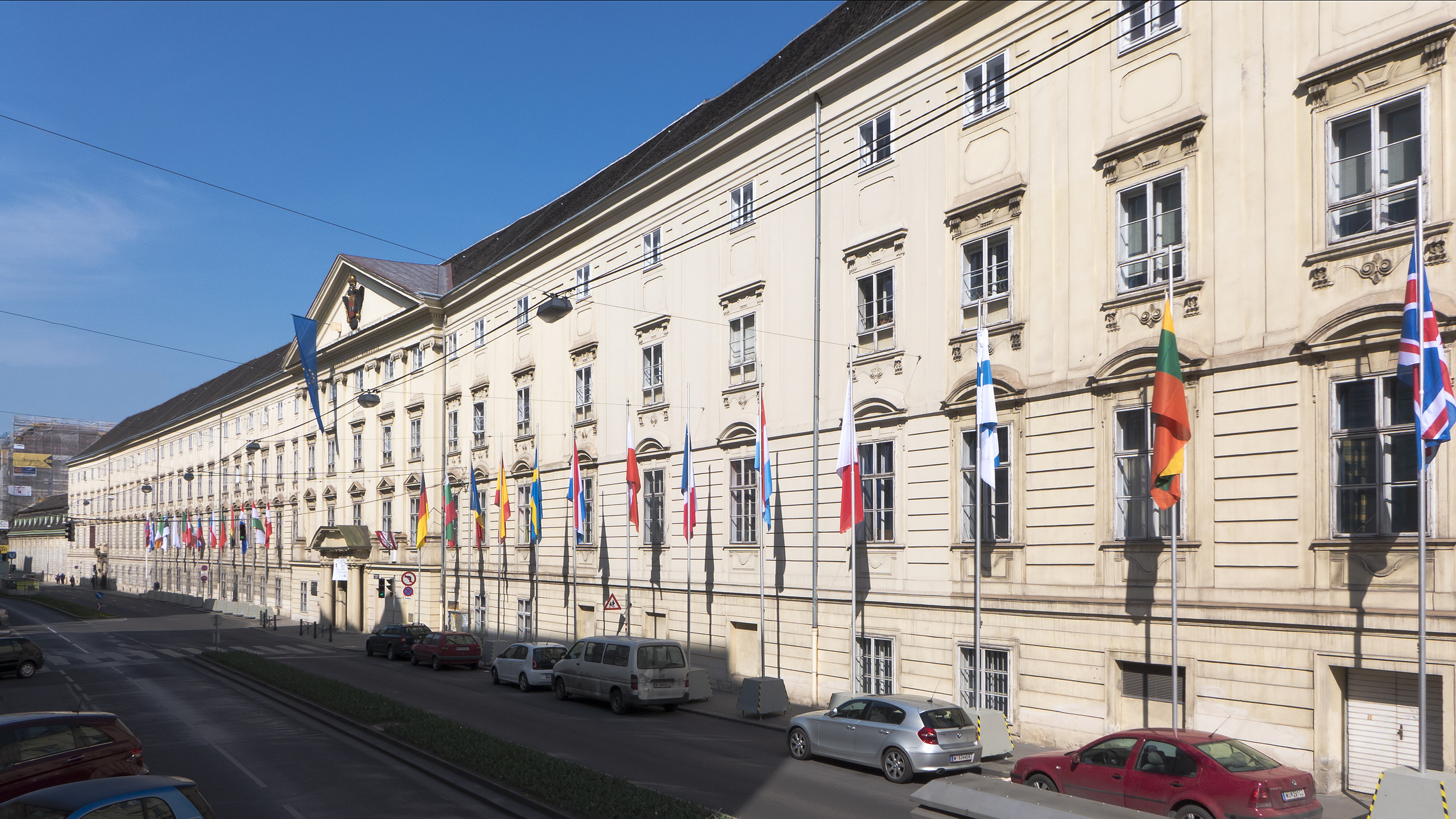
Nr. 15: Theresianum

Das Haus Zur Flucht nach Ägypten wurde 1835 errichtet und war ein Hotel mit dem Namen Victoria bzw. Viktoria. In ihm wohnte Johann Strauss Sohn nach dem Tod seiner Frau einige Zeit. Die Fassade der Schutzengel-Apotheke an der Ecke zur Taubstummengasse wurde um 1930 von Ludwig Tremmel gestaltet. Sie besitzt eine Kachelverkleidung, wulstige Majolikarahmungen und Majolikareliefs, während die Innenausstattung aus dem 3. Viertel des 19. Jahrhunderts stammt.
In den Häusern Nr. 9 und 11 befand sich jahrzehntelang die Direktion der Wiener Stadtwerke – Verkehrsbetriebe. Heute ist in beiden Gebäuden die Fakultät für Informatik der Technischen Universität Wien beheimatet, die für auffälligen Dekor in Form einer fast die ganze Fassade bedeckenden riesigen metallenen Aufschrift sorgte:
TU WIEN TECHNIK FUER MENSCHEN   WISSEN
SCHAFTLICHE EXZELLENZ ENTWICKELN &
UMFASSENDE KOMPETENZ VERMITTELN

### Nr. 15: Theresianum
Ab dem 14. Jahrhundert befand sich an dieser Stelle ein Gehöft, das 1615 in den Besitz von Kaiser Matthias gelangte. Dieser ließ den Hof abreißen und an seiner Stelle ein Sommerschloss errichten, das Favorita genannt wurde. Auf diesen Namen gehen sowohl die Bezeichnungen Favoritenstraße als auch Favoriten für den 10. Wiener Gemeindebezirk zurück. Vor den anrückenden Türken wurde das Schloss 1683 niedergebrannt, danach aber 1687–1690 in barocken Formen größer und schöner wiederaufgebaut. Es wurde zu einem Lieblingsaufenthalt für die Kaiser Leopold I. und Joseph I., aber auch für Karl VI., der hier starb.
Seine Tochter Maria Theresia entschied sich aber für Schloss Schönbrunn als Sommerresidenz und überließ die Favorita den Jesuiten, die hier eine Schule zur Heranbildung der Söhne des Adels einrichteten. Zu diesem Zweck wurde die Anlage vergrößert. Nach der Auflösung des Jesuitenordens 1773 wurde das Kollegium in die Theresianische Akademie umgewandelt und 1797 von Franz II. neu begründet. Damals entstand auch der klassizistische Mittelrisalit beim Eingang. Heute befinden sich hier die Diplomatische Akademie Wien und ein Gymnasium mit Internat. Vor dem Eingang zum Park im hinteren Teil steht eine Büste des Staatsministers Anton von Schmerling, die Anton Dominik von Fernkorn geschaffen hat.

### Nr. 18: Amtshaus
1966–1968 entstand hier nach Plänen des Stadtbauamtes das Amtshaus für den 4. Bezirk, Sitz der Bezirksvorstehung Wieden (das Magistratische Bezirksamt für den 4. und 5. Bezirk befindet sich im 5. Bezirk, Margaretenstraße).

### Nr. 24: Secessionismus
Dieses secessionistische Mietshaus wurde 1902 vom Architekten Franz Xaver Neumann junior errichtet. Der Dekor des Gebäudes nimmt nach oben hin zu und wird plastischer. Im Stiegenhaus befinden sich Farbglasfenster.

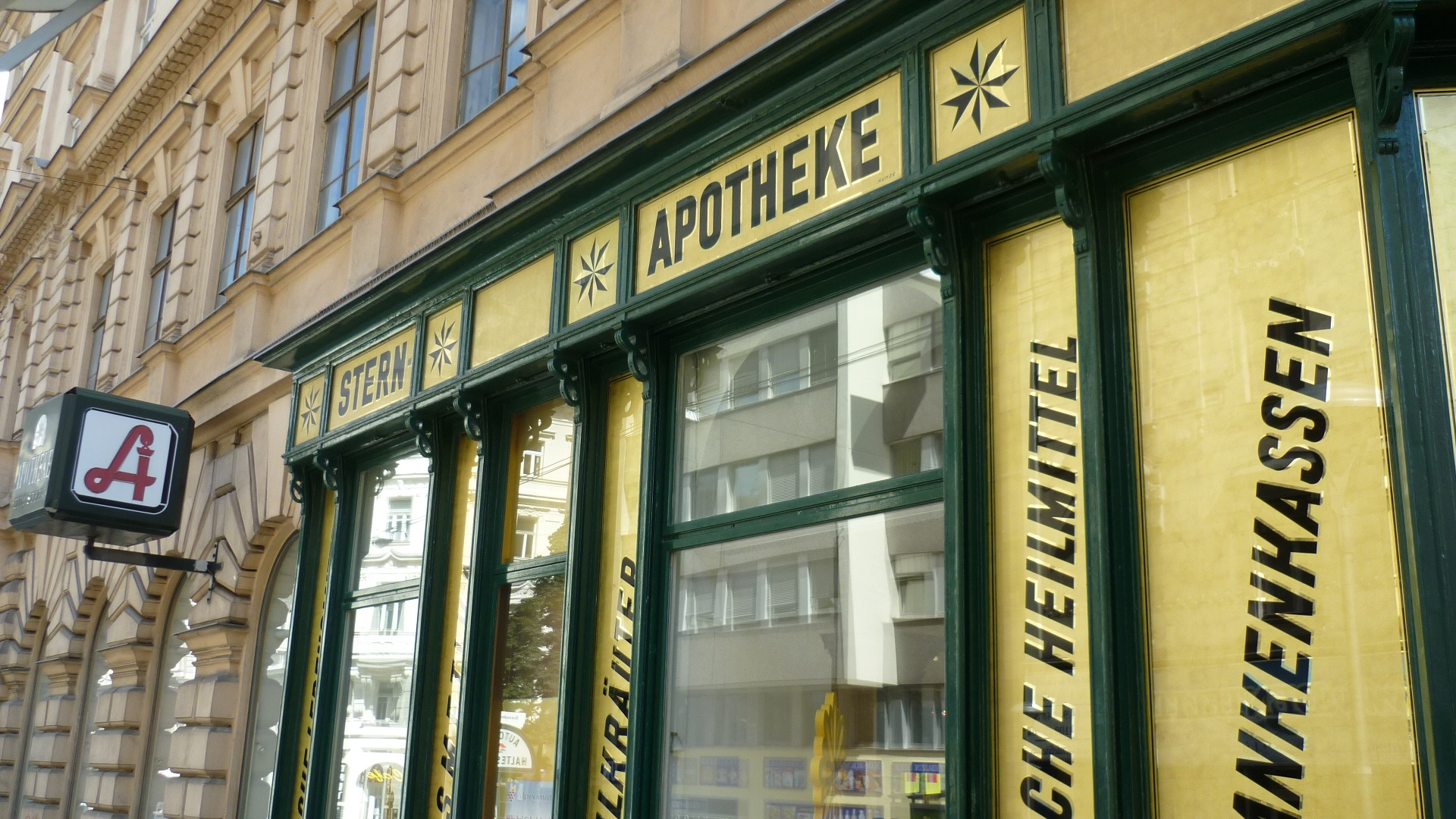
Nr. 25: Stern-Apotheke

### Nr. 25: Apotheke zum Stern
In diesem Eckhaus zur Karolinengasse befindet sich im Ecklokal die „Apotheke zum Stern“ mit historischen Aufschriften am Portal.

### Nr. 26: Ehemals Holzhofkaserne
Hier, gegenüber dem Theresianum (Nr. 15), befand sich einst die Holzhofkaserne, die dem Fuhrwesen als Trainkaserne diente. 1900 wurde sie nach Meidling abgesiedelt und das alte Gebäude abgebrochen.

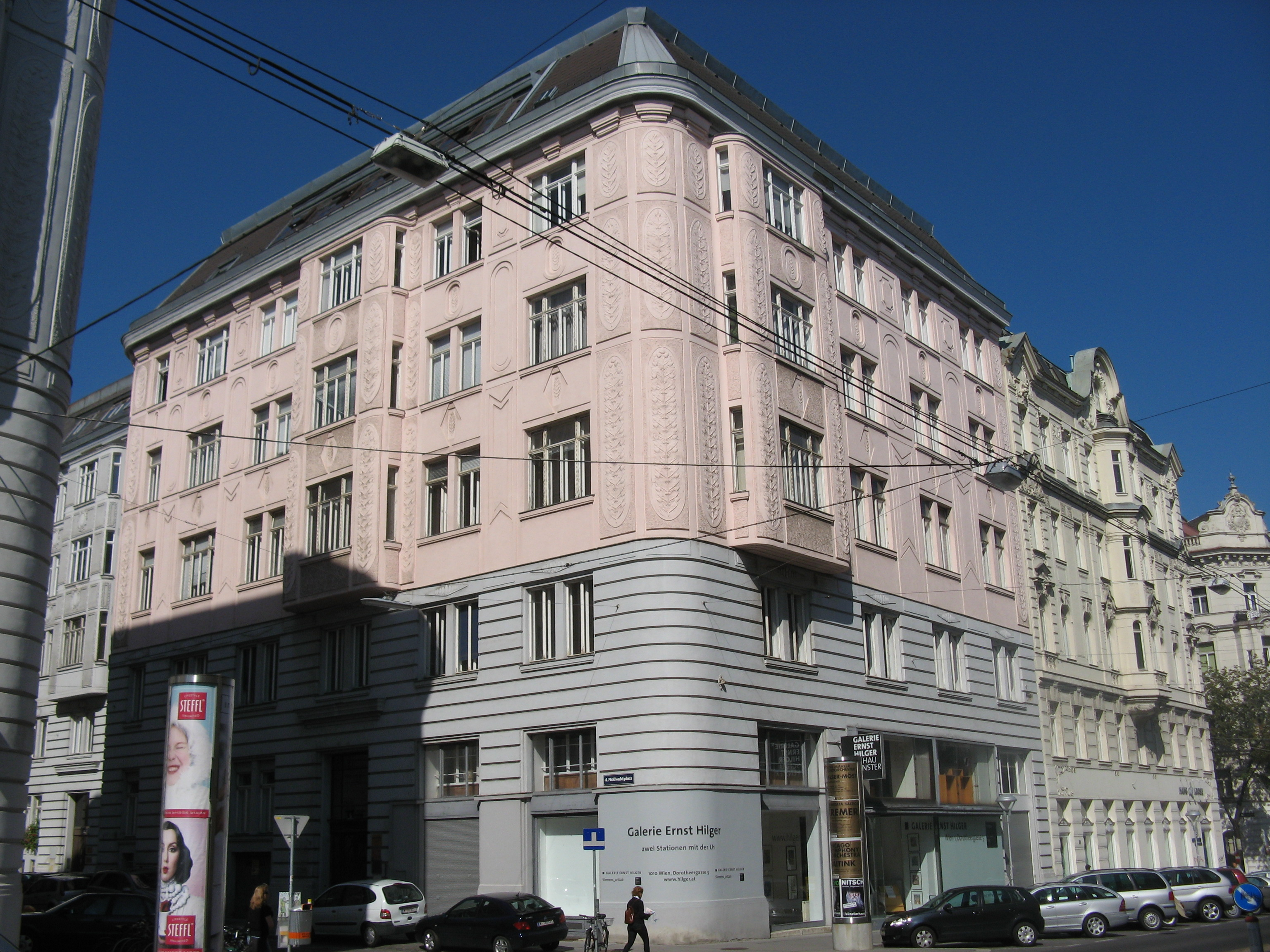
Nr. 30: Haus (1906/1907) von Carl Riess

### Nr. 30 und 32
Zu beiden Seiten des Möllwaldplatzes wurden diese beiden Häuser 1906 / 1907 als Entrées zum ansonsten geschlossenen Platz nach Plänen von Karl Riess erbaut. Die symmetrisch angelegten Gebäude besitzen geometrisierenden Dekor in Formen der Wiener Werkstätte.

### Nr. 38 und 40: Bertha-von-Suttner-Hof
Auf dem Areal dieser großen Wohnhausanlage befand sich ursprünglich das um 1710 erbaute Palais Czernin, das spätere Palais Althan. Im Schloss befand sich von 1822 bis 1844 die bedeutende Biedermeier-Möbelfabrik Danhauser, die der Maler Josef Danhauser nach dem Tod seines Vaters 1830 führte. Danach befand sich auf dem Gelände das 1848 neu errichtete Wiedner Spital. Den Mittelteil des ehemaligen Palais benutzte man dabei als Direktionsgebäude. Im Zweiten Weltkrieg wurde das Gebäude schwer beschädigt und daher 1956 abgerissen.
An seiner Stelle erbaute man 1955–1957 die städtische Wohnhausanlage Bertha-von-Suttner-Hof nach Plänen von J. Parzer. Sie besitzt auf 23 Stiegen zwischen Favoritenstraße, Waltergasse und Graf-Starhemberg-Gasse 360 Wohnungen. Die zum Teil sechsgeschoßigen, einfach gestalteten Baublocks werden von Grünflächen mit Sitzgelegenheiten umgeben. Neben einem Kinderspielplatz befindet sich auch ein Kindergarten in der Anlage. An der Favoritenstraße steht die Skulptur Die Waffen nieder! von Siegfried Charoux aus dem Jahr 1957. Weiters gibt es auch eine Bärenskulptur von Ferdinand Opitz und ein Mosaikwandbild Kinderspiele von Helene Hädelmayr-Graf.

### Nr. 47: Erinnerung an Jakob Eschenbacher
An dem modernen Wohnhaus befindet sich eine Relieftafel von Franz Barwig dem Jüngeren, die an den Sattlermeister Jakob Eschenbacher (1749–1809) erinnert. Dieser hatte während der französischen Besatzungszeit im Garten seines Hauses Favoritenstraße 9 heimlich eine Kanone vergraben, war aber denunziert worden und wurde von den Franzosen deswegen hingerichtet. Die Tat wurde als patriotisch gedeutet, kann aber auch aus Gewinnstreben erfolgt sein.

### Nr. 48: Secessionismus
Dieses secessionistische Zinshaus wurde 1903 von Alois Schumacher erbaut. Es besitzt einen eigenwilligen Dekor, bestehend aus Mädchenmasken und stilisierten Girlanden.

### Nr. 50: Historismus
Bei diesem streng historistischen palaisartigen Zinshaus aus dem Jahr 1882 von Ferdinand Dehm und Franz Olbricht fällt besonders der Eingangsbereich mit tragenden Atlanten auf.

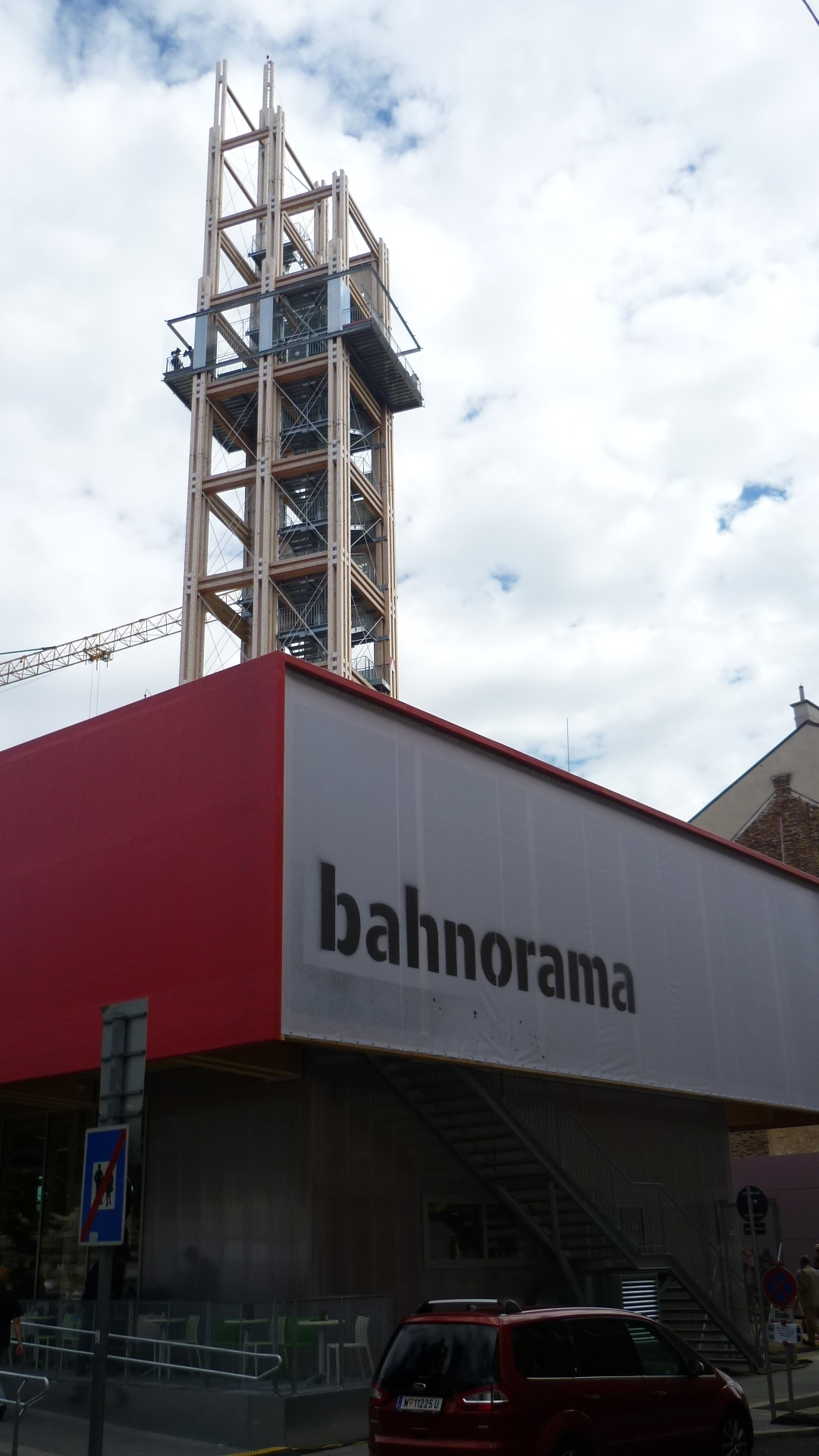
Nr. 51: „Bahnorama“ (temporäres Bauwerk, 2010–2014)

### Nr. 51: Ehemaliges „Bahnorama“
Am nördlichen Rand des 10. Bezirks standen an Stelle des kommunalen Antonie-Alt-Hofs (Nr. 49, 51, 53) aus der Nachkriegszeit, der den Bauarbeiten für den neuen Hauptbahnhof weichen musste, von 2010 bis 2014 ein bahnorama genannter Aussichtsturm, von dem aus man die Bauarbeiten verfolgen konnte, und ein Informationszentrum. Der Turm war 67 Meter hoch und damit der höchste begehbare Holzturm Europas. Die Aussichtsplattform, zu der man mit einem Aufzug gelangte, befand sich in 40 Meter Höhe. Auf ihr waren 30 Personen zugelassen. Im Erdgeschoß befand sich ein Café. Die Kosten des Bauwerks betrugen 4,2 Millionen Euro. Die temporären Bauten wurden 2016 abgetragen. (Zur Erinnerung an Antonie Alt wurde eine Gasse im Neubaugebiet des ehemaligen Frachtenbahnhofs, im Sonnwendviertel, nach ihr benannt.)

### Nr. 62: Späthistorismus
1893 errichtete Ernst Gotthilf dieses späthistoristische Zinshaus im 4. Bezirk mit neomanieristischem Dekor. Besonders auffallend ist das Segmentbogenportal mit Schmiedeeisengitter.

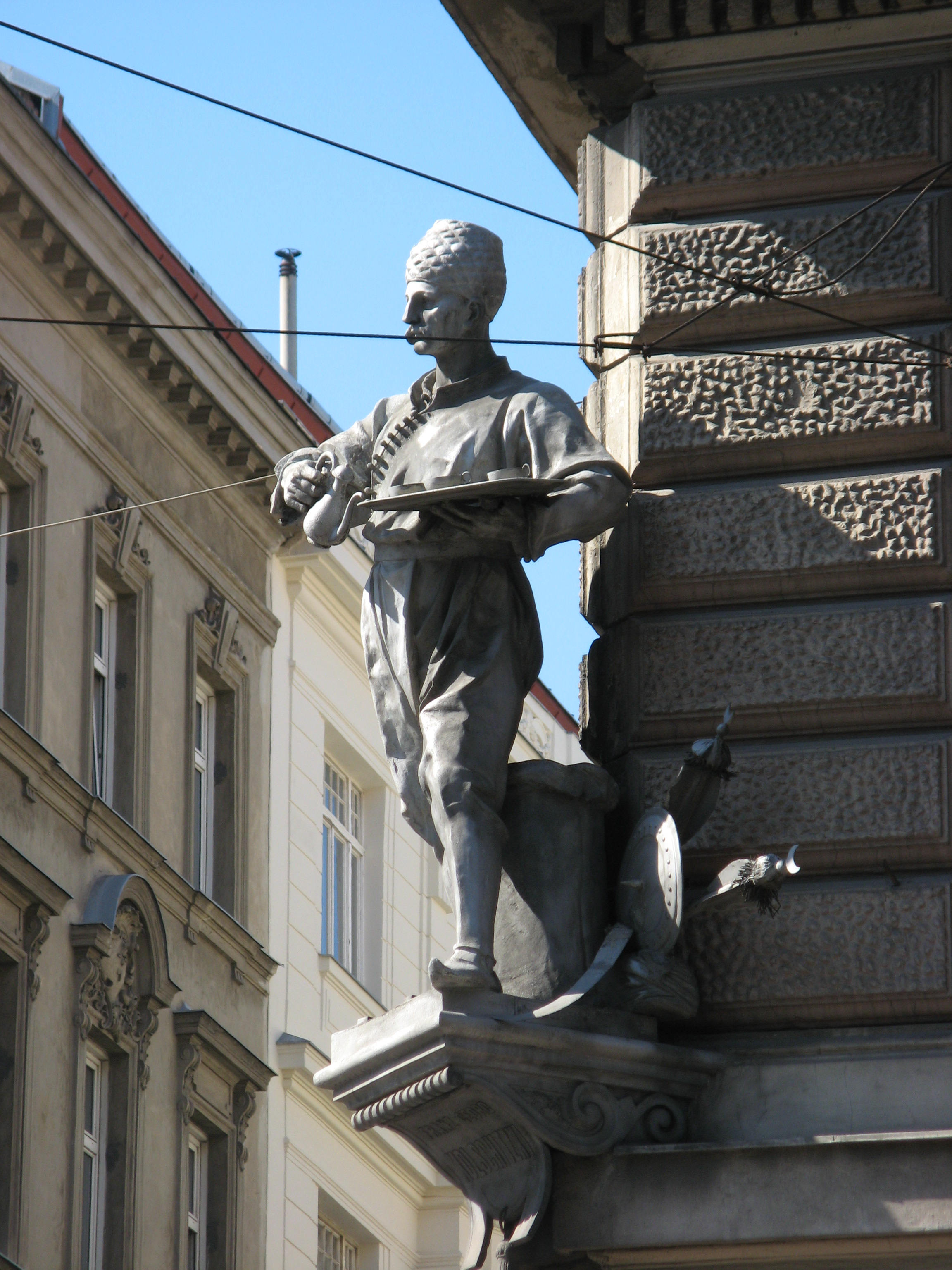
Nr. 64: Kolschitzky-Skulptur

### Nr. 64: Kolschitzky-Denkmal
Der Kaffeesieder Franz Zwirina stiftete 1885 für dieses Haus Ecke Kolschitzkygasse im 4. Bezirk eine Skulptur von Georg Franz Kolschitzky, der der Legende nach 1683 das Kaffeetrinken in Wien eingeführt haben soll. Während der Türkenbelagerung soll er waghalsige Kundschafteraufgaben übernommen und sich als Lohn dafür aus der Türkenbeute lediglich einige Säcke Kaffee erbeten haben. Die Skulptur schuf Emanuel Pendl. Sie wurde am Haus in Höhe des 1. Stocks angebracht.

### Nr. 72
Das Haus wurde 1900–1904 von Alois Schumacher erbaut und ist ein Teil der Bebauung, die nach Abbruch der Linie entstand. Es ist im Besitz der Stadt Wien und wird von der mehrheitlich zur Stadt Wien gehörenden Wiener Substanzerhaltungsgesellschaft verwaltet, siehe Liste der von der WISEG betreuten Objekte.

### Fußgängerzone Favoriten
Infolge des U-Bahn-Baus unter der Favoritenstraße wurde der ehemals sehr stark befahrene Bereich zwischen Landgutgasse und Reumannplatz zu einer Fußgängerzone umgestaltet. Mit 900 m Länge und einer Fläche von 20.000 m² ist sie eine der größten verkehrsberuhigten Zonen Wiens. Die Gestaltung stammt von den Architekten Wilhelm Holzbauer, Heinz Marschalek, Georg Ladstätter, Norbert Gantar und Manfred Stein und wurde 1974–1976 stufenweise realisiert. Im Stadtviertel gibt es viele Wohnungen und auch viele Geschäftslokale. Wegen der geringen Tieflage des U-Bahn-Tunnels ist es nicht möglich, in der Fußgängerzone Bäume anzupflanzen. Bei der Gudrunstraße befindet sich eine Fußgängerunterführung (früher war der Übergang mit Ketten abgesichert, da aber trotzdem immer wieder Personen hinüber liefen, wurde schließlich zusätzlich eine Ampelanlage errichtet).
Die Zone wurde um 2004 / 2005 von der Landgutgasse bis zum Südtiroler Platz erweitert. Der ältere Abschnitt zwischen Landgutgasse und Reumannplatz wurde ab 2010 bis zur Buchengasse saniert.

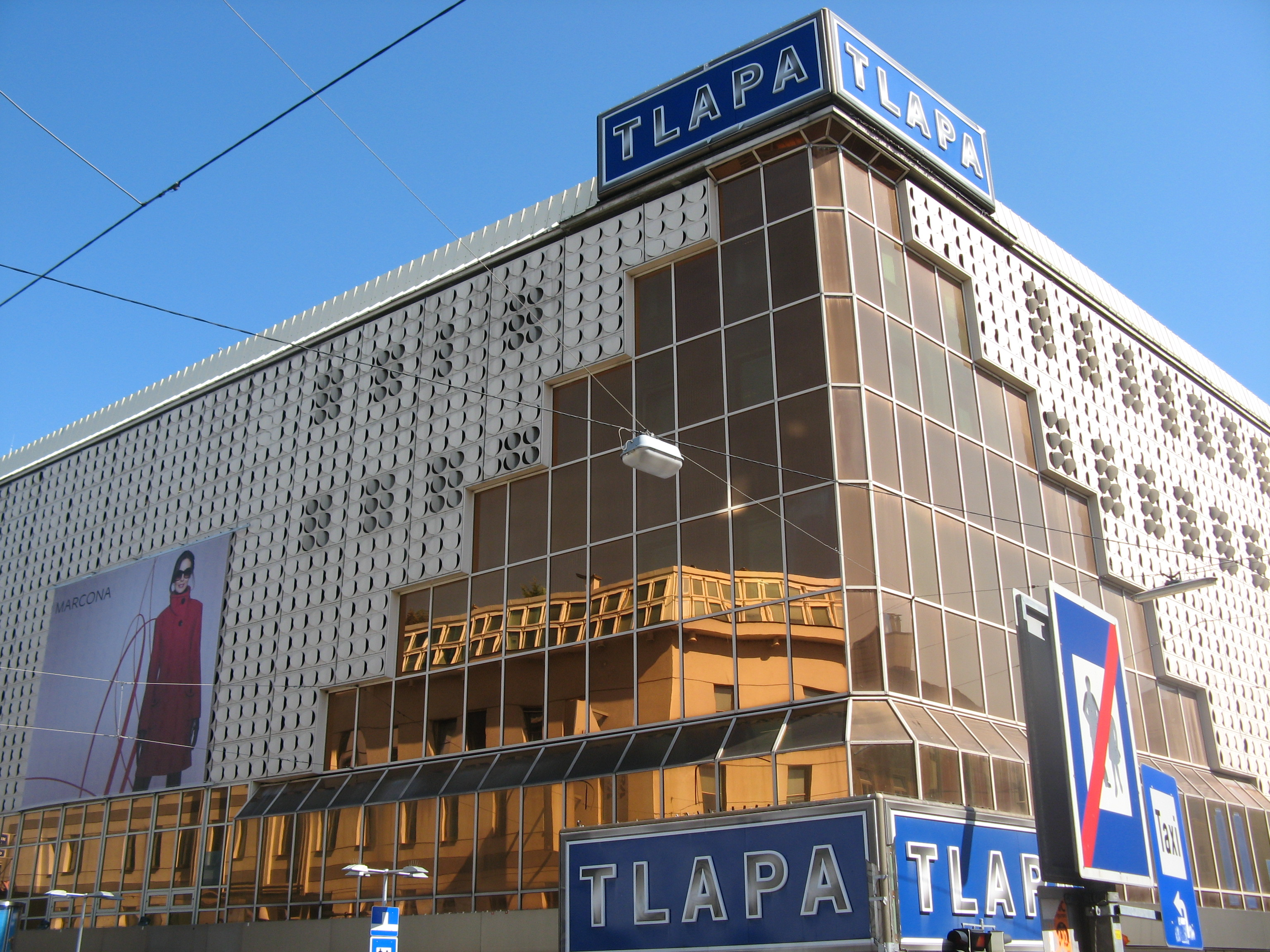
Nr. 73 und 75: Modehaus Tlapa, 2016 geschlossen

### Nr. 73 und 75: Ehemals Modehaus Tlapa
Dieses traditionsreiche Unternehmen wurde 1873 von dem aus Böhmen stammenden Schneider Wenzel Tlapa hier begründet (damals Himberger Straße 27). 1947 wurde Karl Vitaly Besitzer der Firma, die er nach dem Krieg wieder neu aufbauen musste. Ende der 1960er Jahre wurde das Haus erweitert und erhielt seine markante Leichtmetallfassade nach Plänen des Architekten Kurt Stiel. Das Unternehmen wurde Ende Jänner 2016 geschlossen.

### Nr. 76: „Geburtsort des 10. Bezirks“
Das unscheinbare Haus am nördlichen Rand des 10. Bezirks steht auf einem schmalen Grundstück direkt an der Gabelung des aus dem 4. Bezirk kommenden Straßenzugs in die Favoritenstraße und die Laxenburger Straße. Im Vorgängerbau führte Johann Heinrich Steudel seine Gastwirtschaft. Steudel schlug als Kommunalpolitiker die Gründung des 10. Bezirks vor und erreichte sie 1874. Er wurde daraufhin 1875 erster Bezirksvorsteher von Favoriten.

### Nr. 96: Ehemals Schule
Im einstigen Haus Himberger Straße 30 wurde 1862 die erste Schule Favoritens eröffnet. Ursprünglich bestand sie aus zwei Klassen für Mädchen und Knaben. 1866 wurden die Mädchen in eine eigene Schule in der Columbusgasse 10 überstellt. Beide Schulen bestanden in Privathäusern; 1871 eröffnete die Gemeinde Wien am Keplerplatz ein öffentliches Schulhaus.
Das jetzige Haus an dieser Stelle stammt aus der Zeit um 1890 und wird ebenfalls von der WISEG verwaltet (siehe Nr. 72).

### Nr. 106: Gedenktafel Fritz Killer
In diesem Haus wohnte der Wienerlied-Komponist Fritz Killer bis zu seinem Tod 1983. Er schrieb über 400 Lieder. Zu seinem Andenken stiftete das Mandolinenorchester Favoriten eine Gedenktafel am Gebäude.

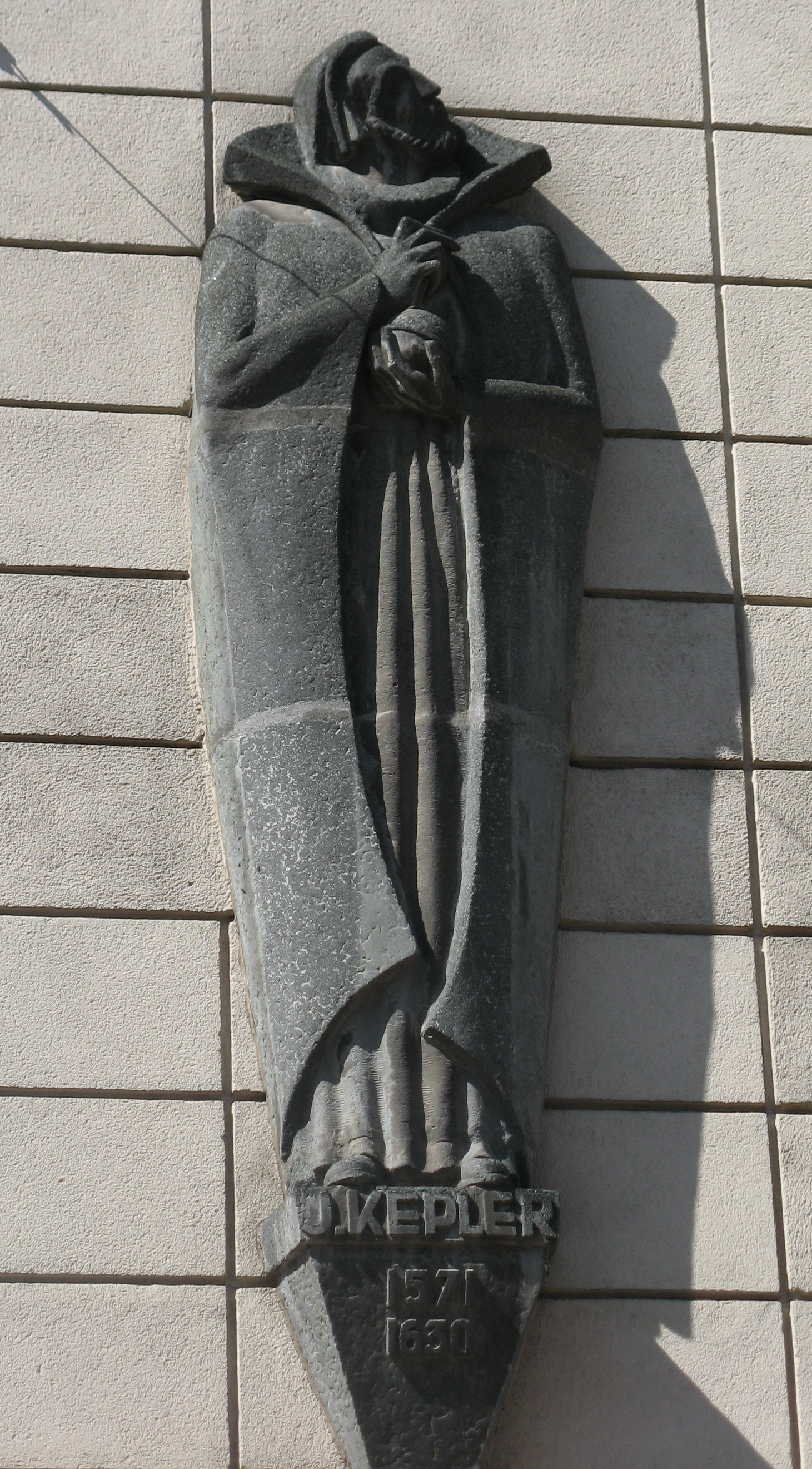
Nr. 108: Skulptur Johannes Kepler

### Nr. 108: Kepler-Skulptur
An der Hausecke zum Keplerplatz Nr. 10 befindet sich eine Skulptur, die den Astronomen Johannes Kepler darstellt.

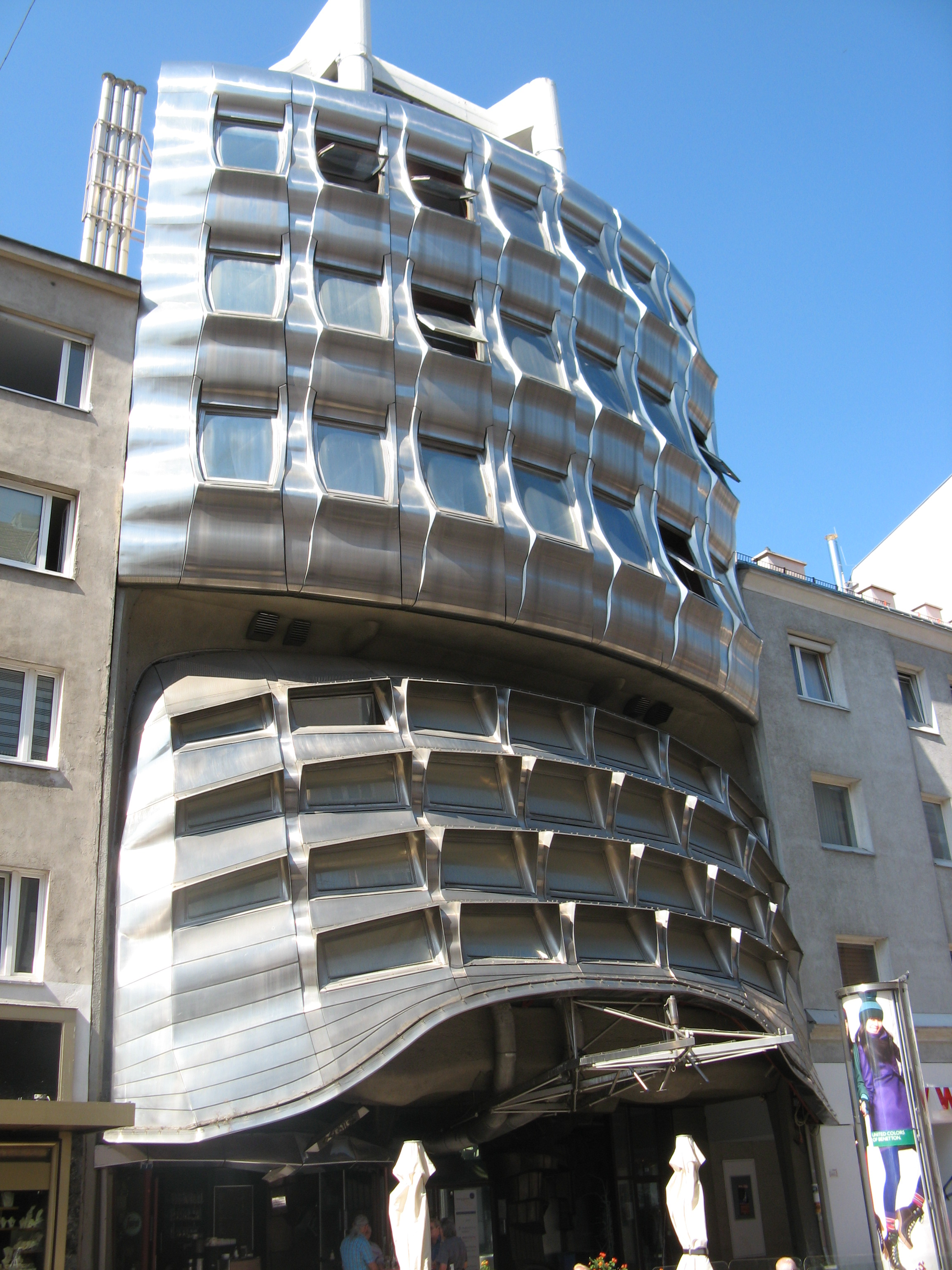
Nr. 118: Zentralsparkassengebäude (1975–1979) von Günther Domenig

### Nr. 118: Domenig-Haus
1975–1979 wurde dieses auffällige Stahlbetongebäude von Günther Domenig für die Zentralsparkasse und Kommerzialbank Wien erbaut, die damit heftige Diskussionen auslöste und große Aufmerksamkeit erhielt. Die Fassade aus Nirosta-Platten ist mehrfach gewölbt. Die damalige „Z“ firmiert heute als UniCredit Bank Austria AG und nützt dieses Gebäude nicht mehr selbst.

### Nr. 126: Ehemals erste Bezirkskanzlei Favoritens
In diesem Haus befand sich die erste Bezirkskanzlei des 10. Bezirkes. Die Bildung dieses Bezirkes wurde 1874 genehmigt, Johann Heinrich Steudel 1875 zum ersten Bezirksvorsteher gewählt.

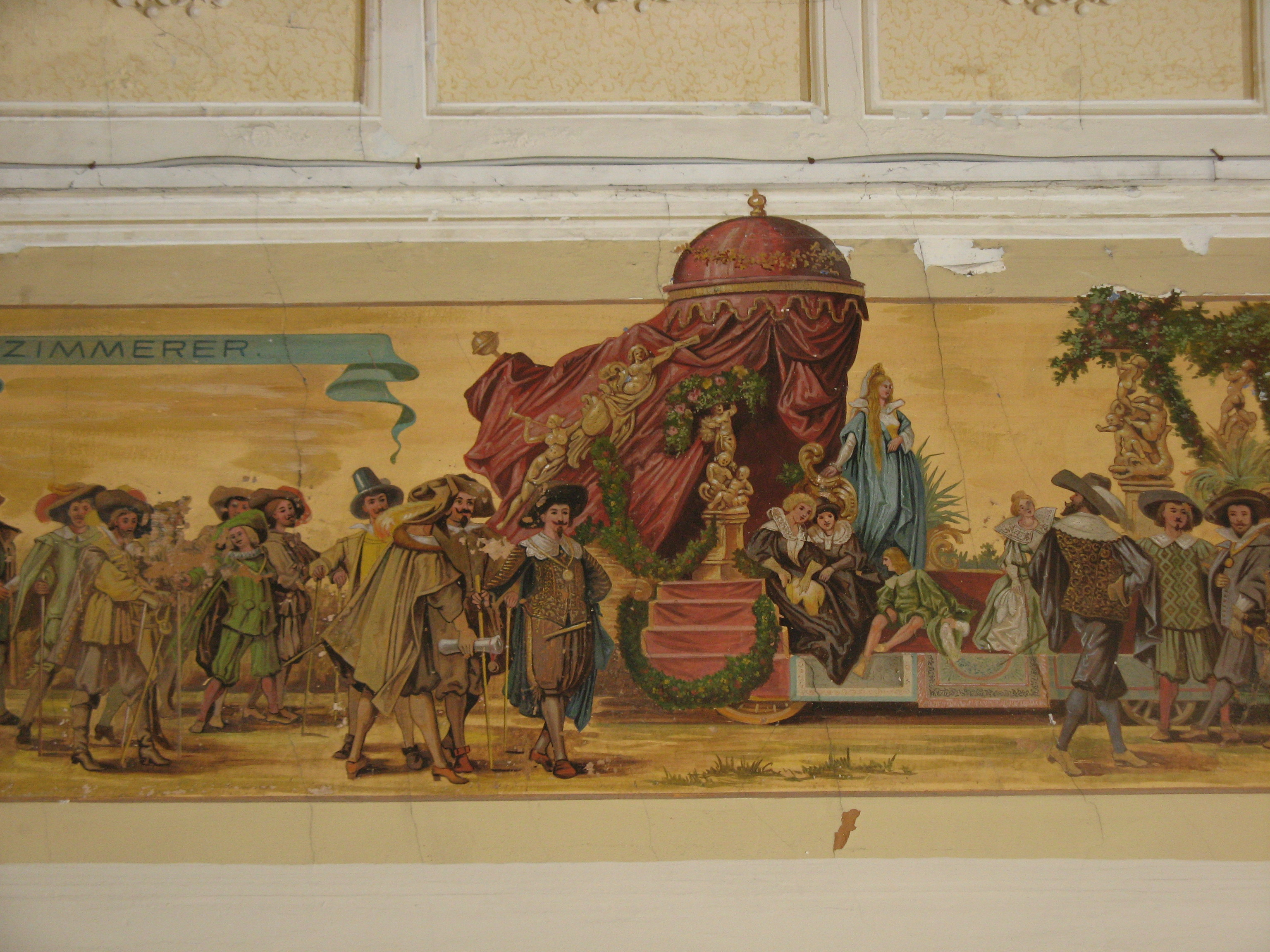
Nr. 174: Historischer Handwerkerumzug, Wandmalerei

### Nr. 174: Reliefdekor mit Putten
Das fünfgeschoßige Zinshaus wurde 1913 von Hugo Fürst errichtet. Es besitzt sparsamen Reliefdekor mit Putten. Außergewöhnlich ist die Einfahrt mit einem aufwändig gestalteten gemalten Fries, der einen Handwerkerumzug in historischen Kostümen darstellt.

### Nr. 173 und 175: Beschornerkreuz
Das Original des 1679 am Rand des Feldweges aufgestellten Beschornerkreuzes, eigentlich einer Dreifaltigkeitssäule, befindet sich im Bezirksmuseum Favoriten. 1979 wurde hier eine Kopie aufgestellt.

### U-Bahn-Station Altes Landgut / Verteilerkreis Favoriten
Auf die südlichsten beiden Häuser der klassischen Verbauung, Nr. 218 und Nr. 219A, folgt der Verteilerkreis Favoriten, in dessen Mitte 2017 die U-Bahn-Station Altes Landgut eröffnet wurde.

### Nr. 226: FH Campus Wien
In den Jahren 2008/2009 wurde vom Architekturbüro Delugan Meissl dieses neue Studiengebäude errichtet, in dem die bisher auf verschiedene Standorte aufgeteilten Einrichtungen der Fachhochschule FH Campus Wien vereinigt wurden. Das Gebäude umfasst auf 8800 m² Grundfläche auf sechs Stockwerken 30 Hörsäle, 35 Seminarräume, 90 Funktionsräume wie Labors und EDV-Räume, einen Festsaal und eine Bibliothek.

### Nr. 239, 241, 250: Per-Albin-Hansson-Siedlung
Die Per-Albin-Hansson-Siedlung ist mit ihren drei Bauteilen eine der größten (kommunalen) Wohnhausanlagen Wiens mit insgesamt mehr als 6000 Wohnungen. Westlich der Favoritenstraße entstanden 1947–1951, 1954 / 1955 und 1964–1971 die Per-Albin-Hansson-Siedlungen West (mit zweigeschoßigen Reihenhäusern) und Nord als Gartenstadt. An der östlichen Straßenseite wurde 1966–1977 die fünfmal größere Per-Albin-Hansson-Siedlung Ost errichtet, die aus großen Wohnblocks in großzügigen Grünanlagen besteht. Direkt östlich der Favoritenstraße befinden sich das Hansson-Zentrum mit Geschäften und Sozial- und Kultureinrichtungen wie dem Bezirksmuseum Favoriten, der Olof-Palme-Hof und die 2017 eröffnete U-Bahn-Station Alaudagasse, eine der fünf neuen Stationen der Linie U1 südlich des Reumannplatzes.

## Galerie

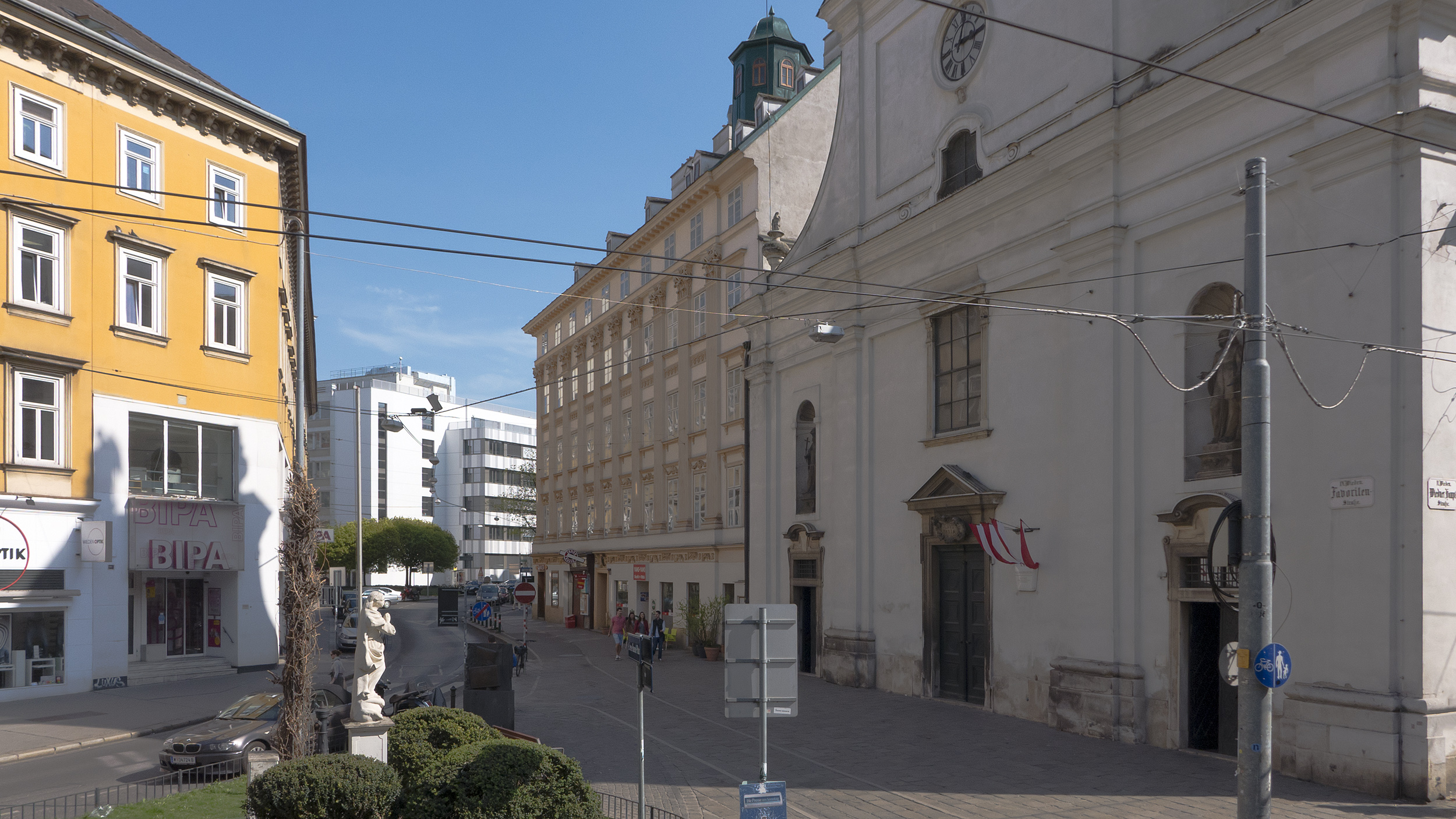
Der Beginn der Straße bei der Wiedner Hauptstraße
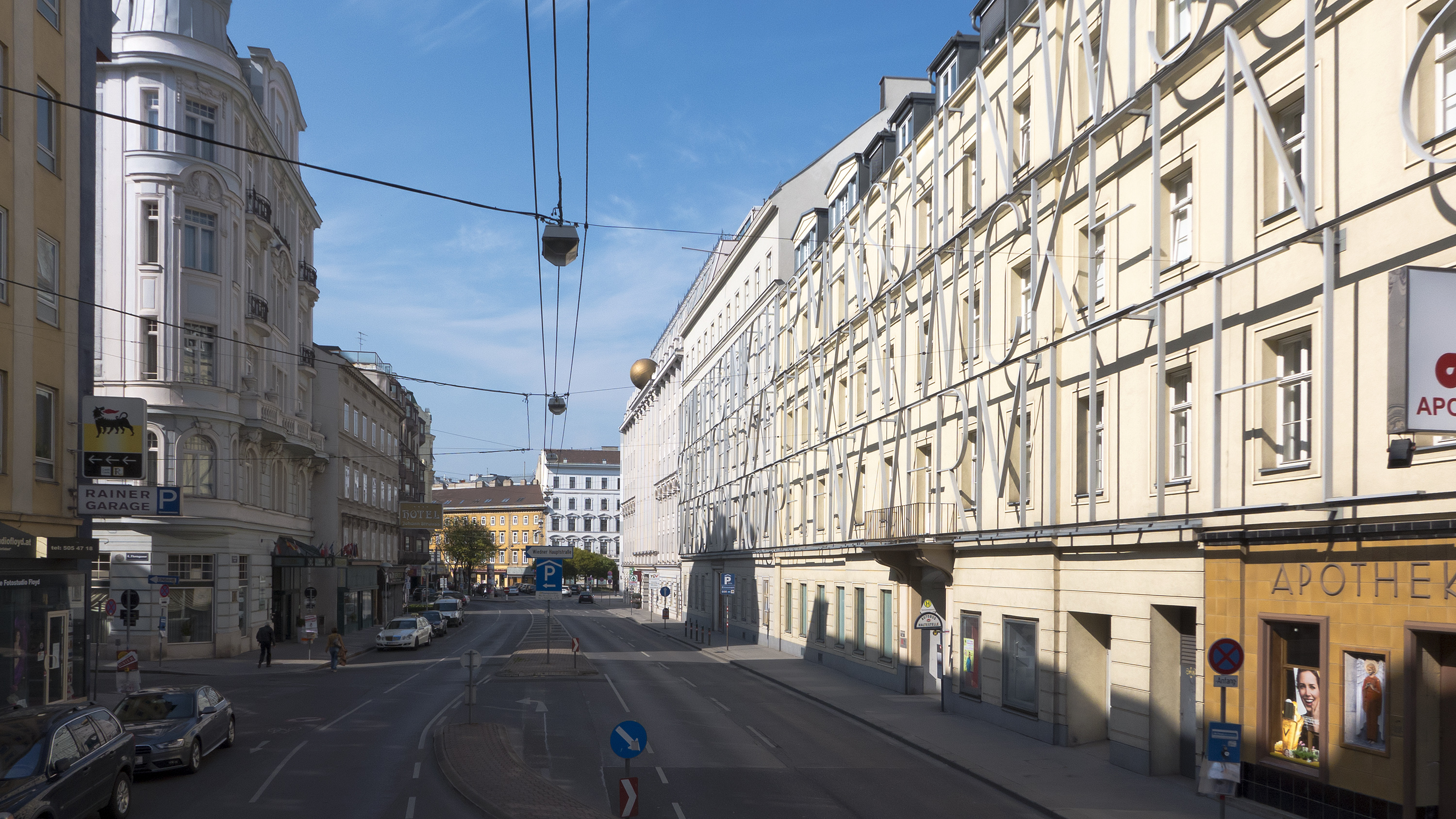
Bei Nr. 16
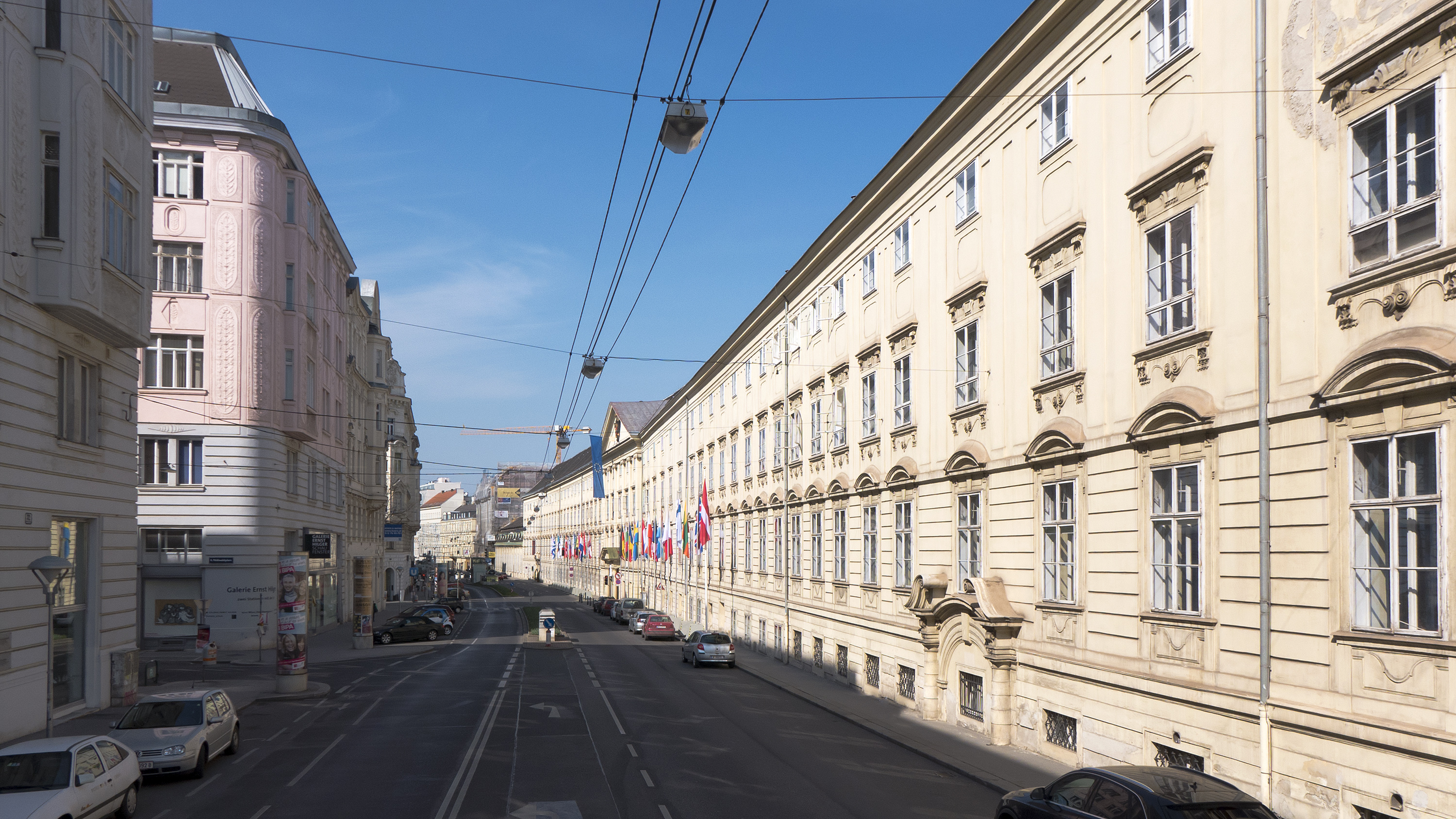
Beim Theresianum (rechts)
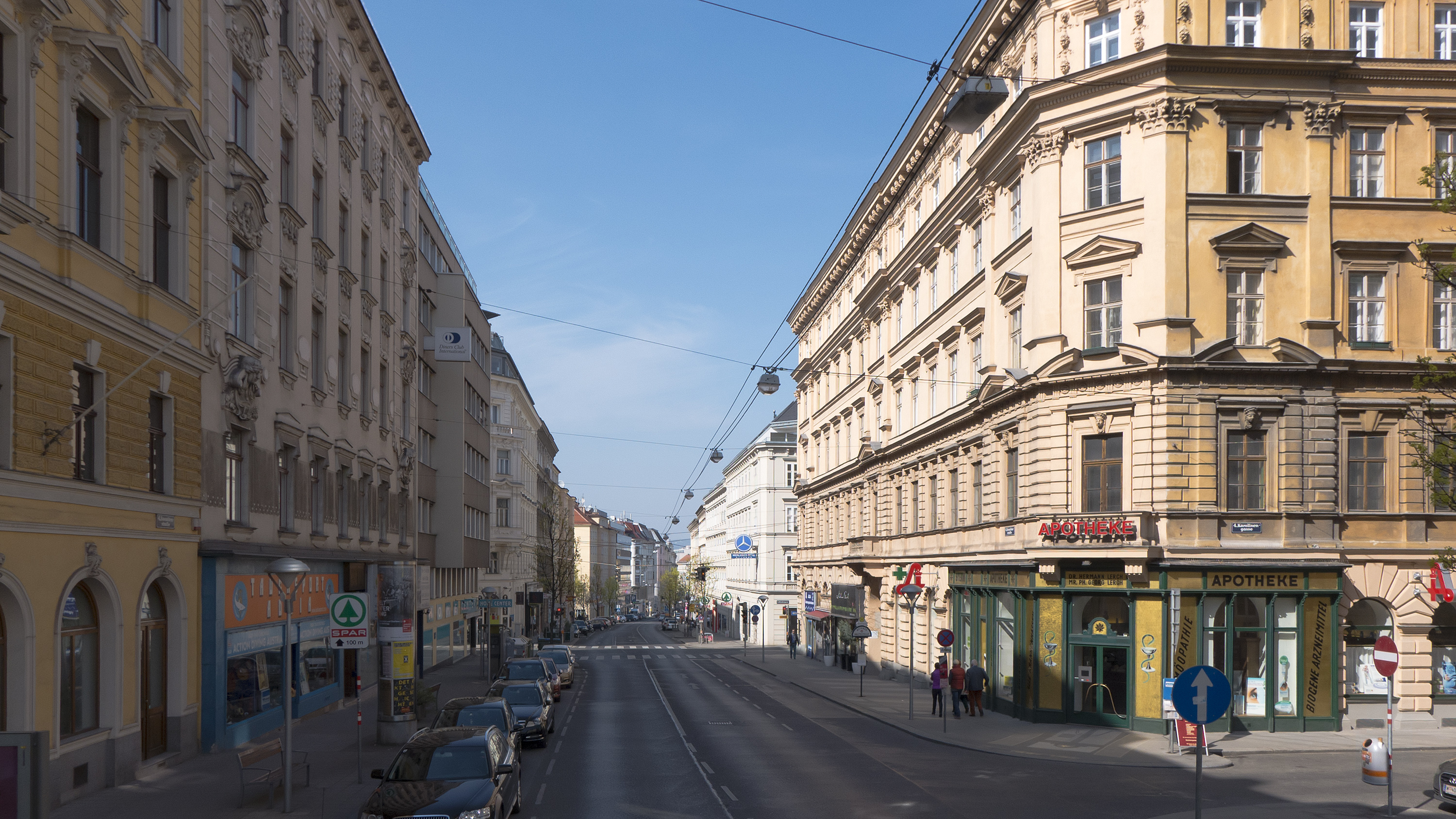
Bei der Karolinengasse
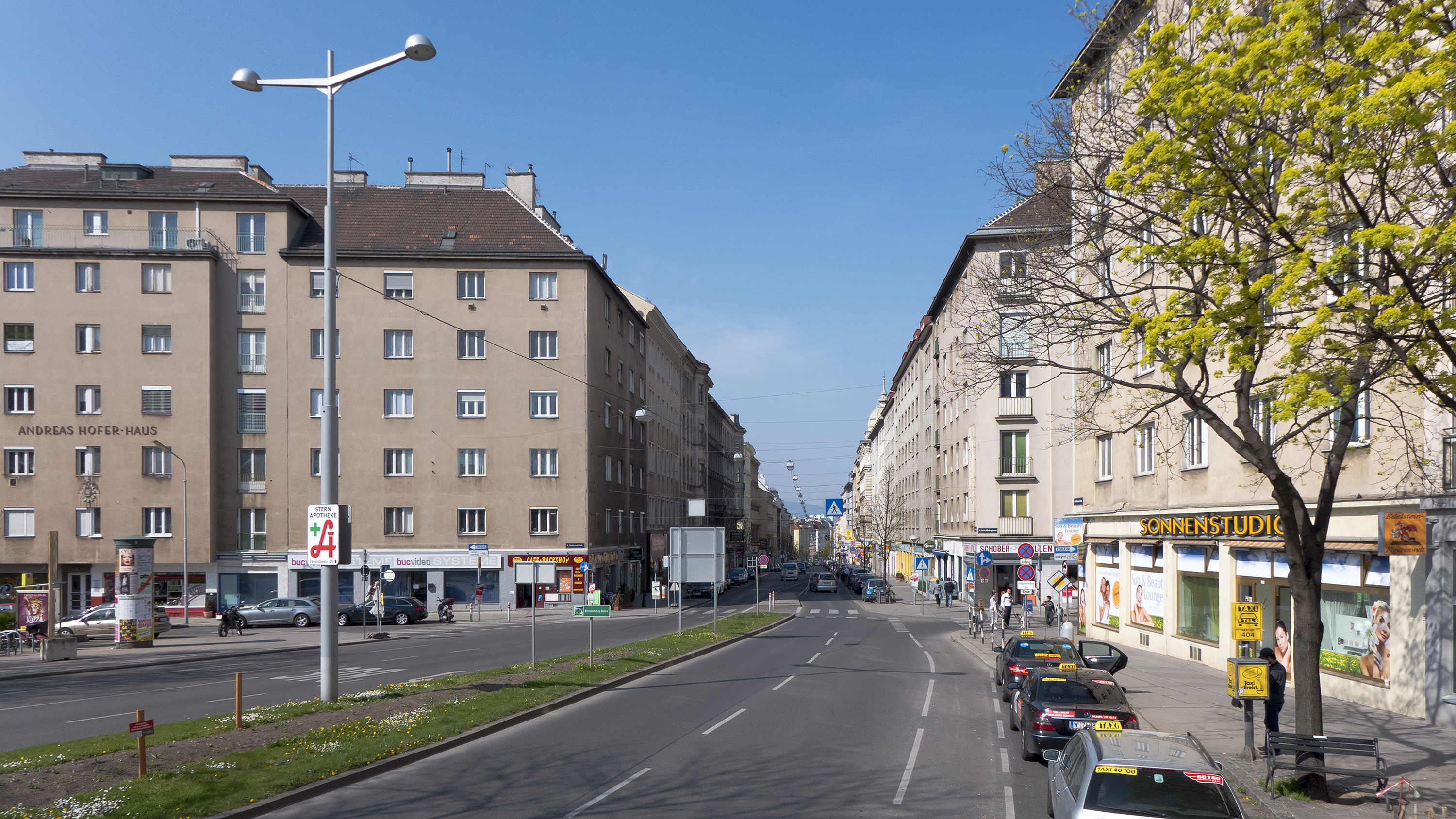
Beim Südtiroler Platz
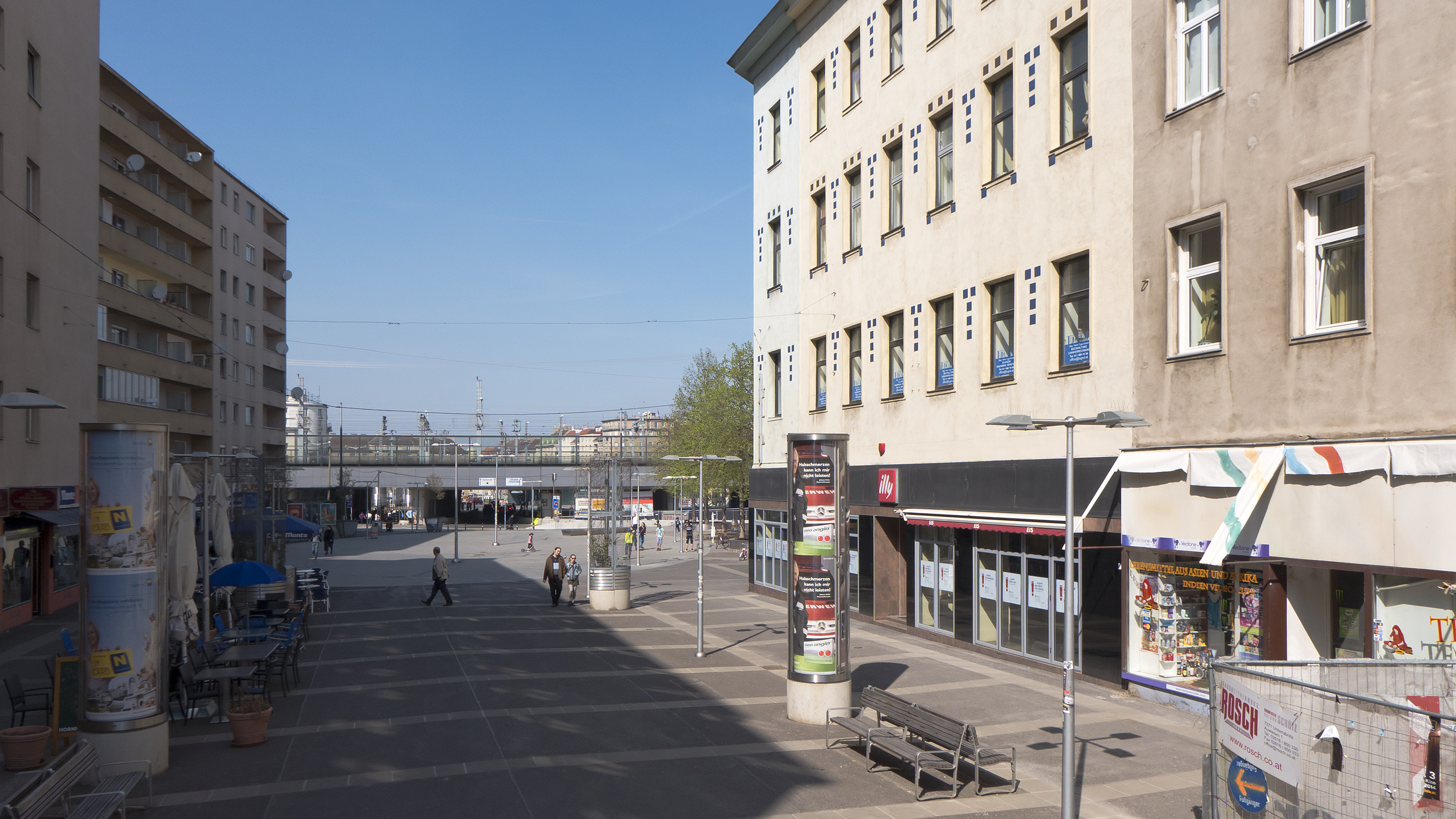
Bei der Huppgasse
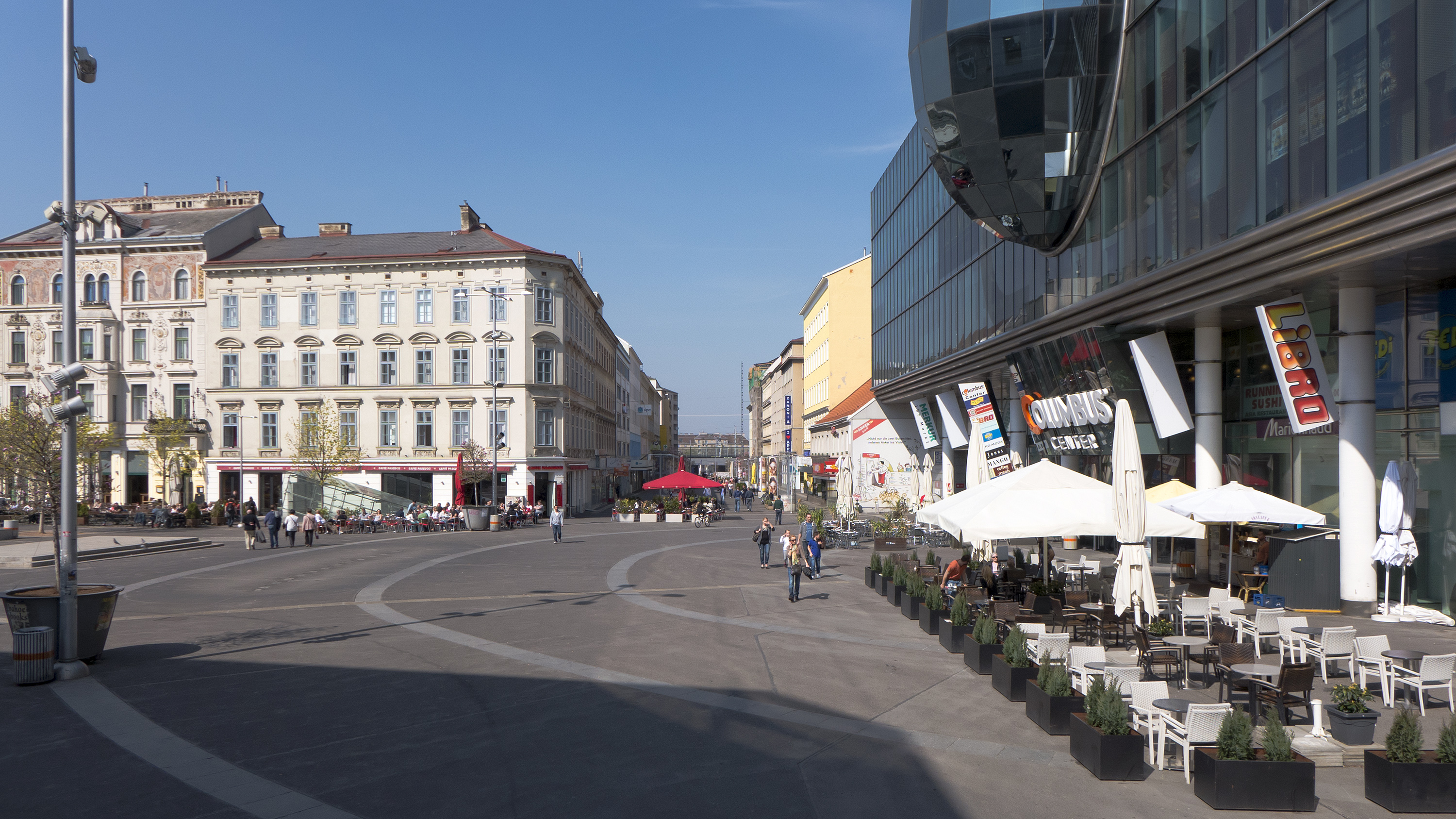
Beim Columbusplatz
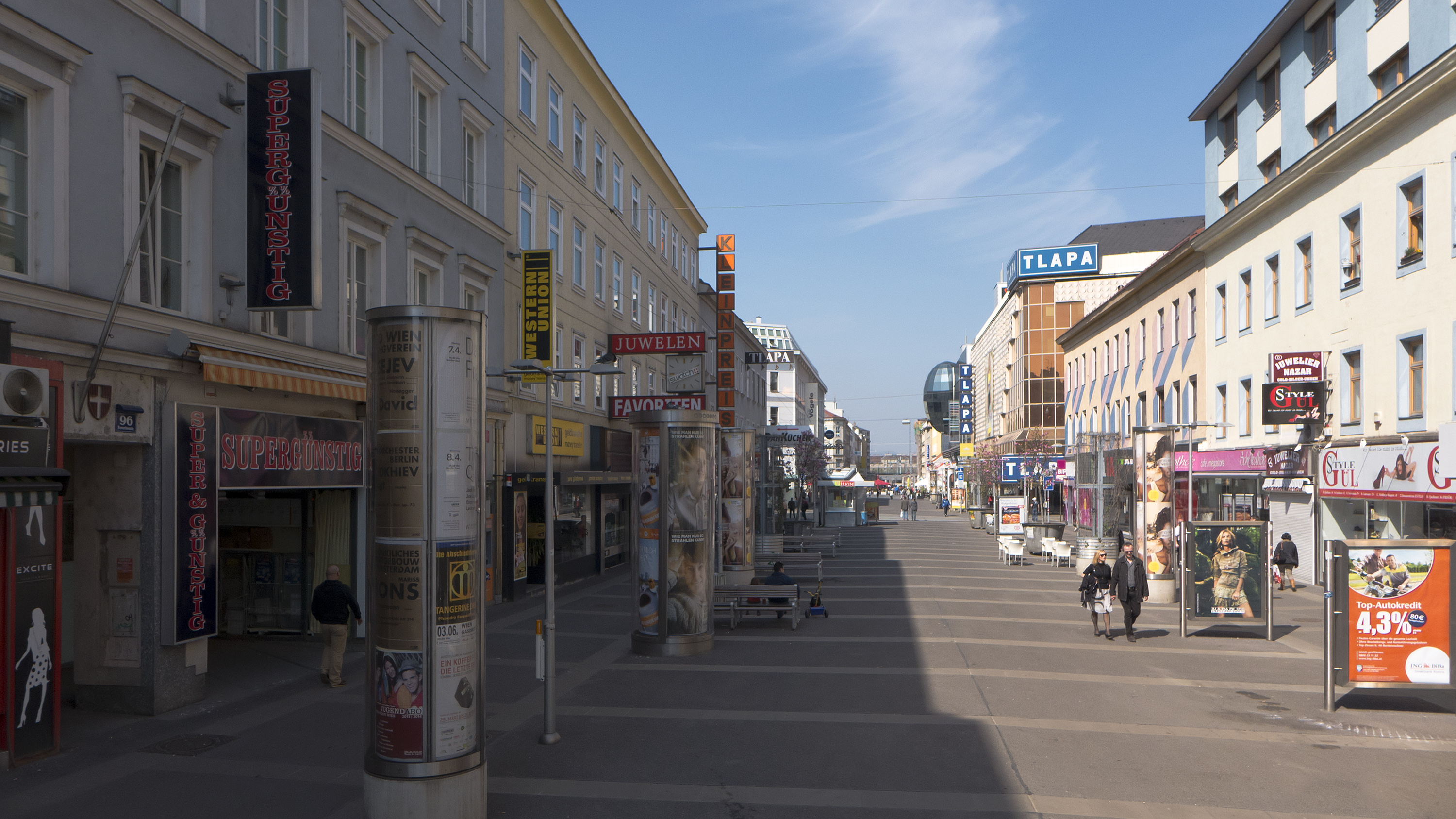
Bei Nr. 96
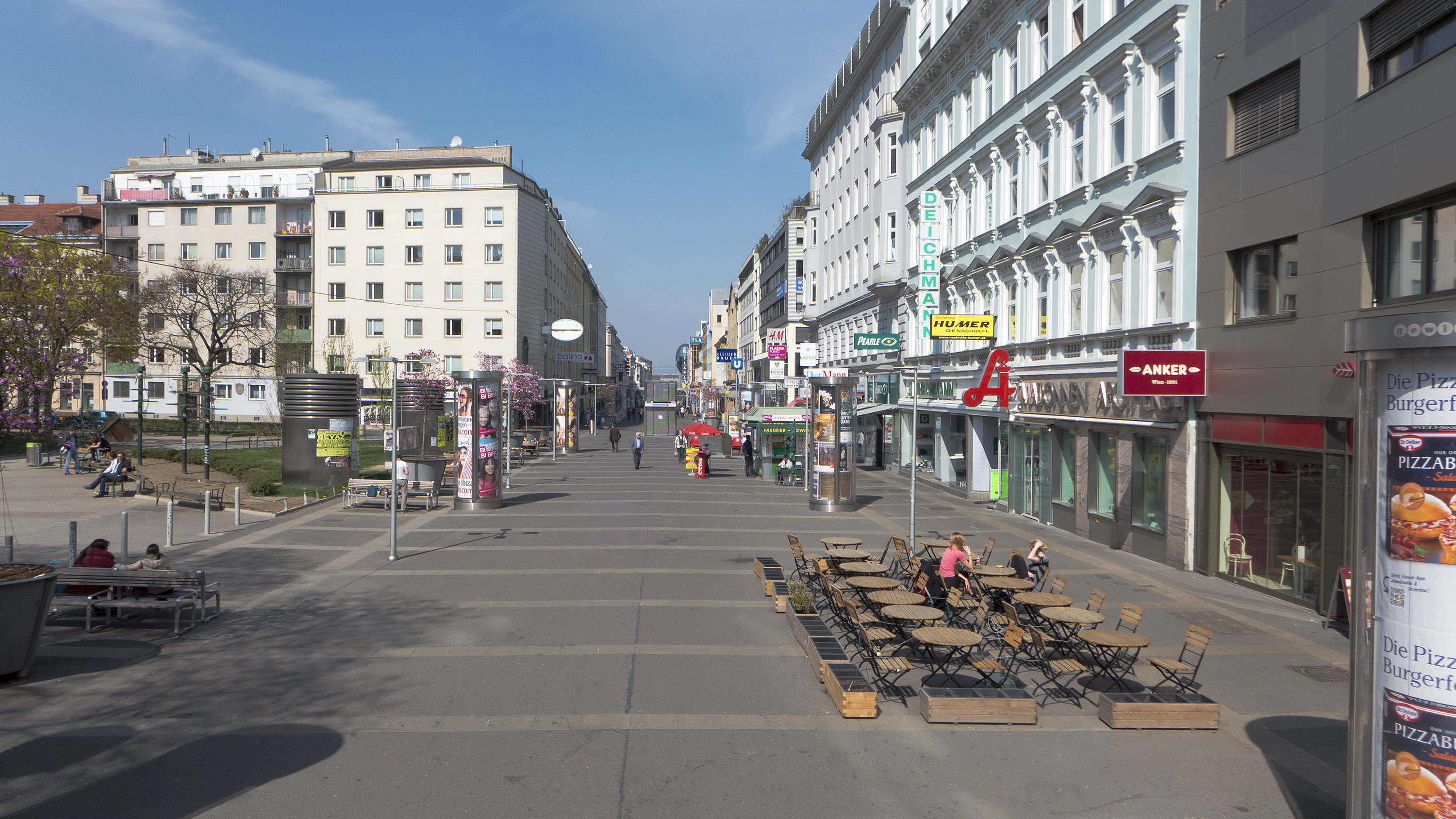
Beim Keplerplatz
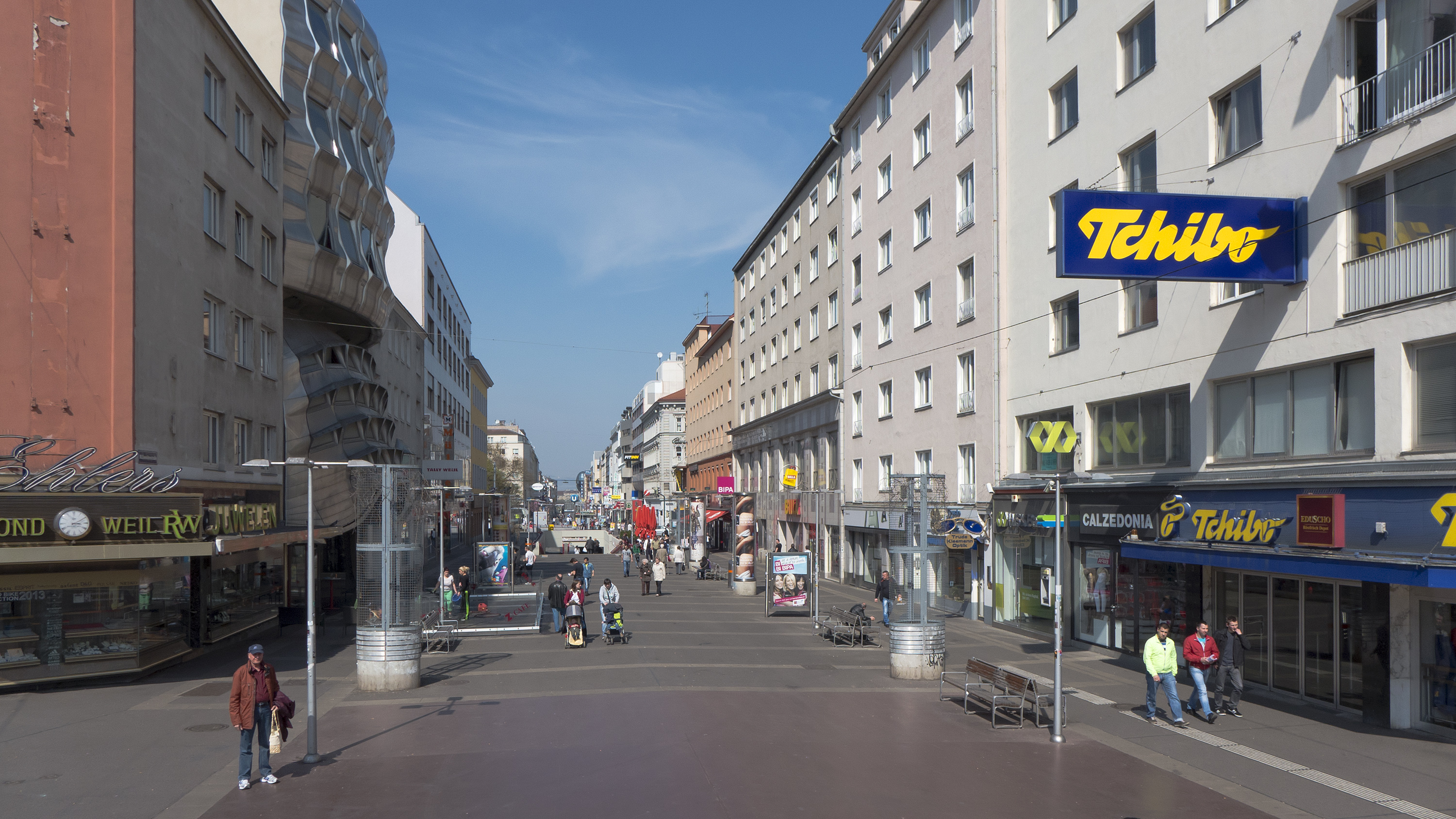
Bei der Erlachgasse
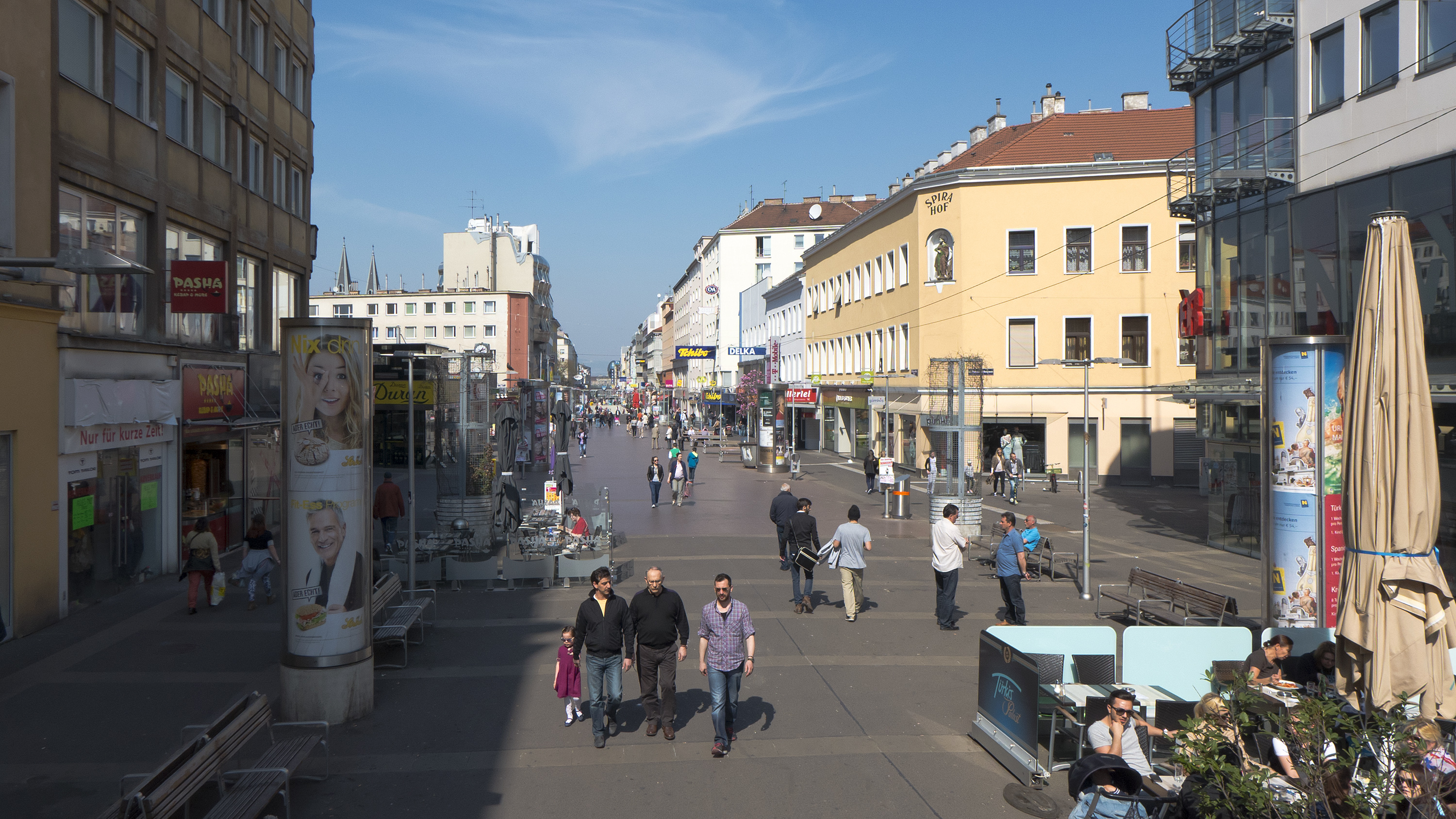
Beim Viktor-Adler-Markt
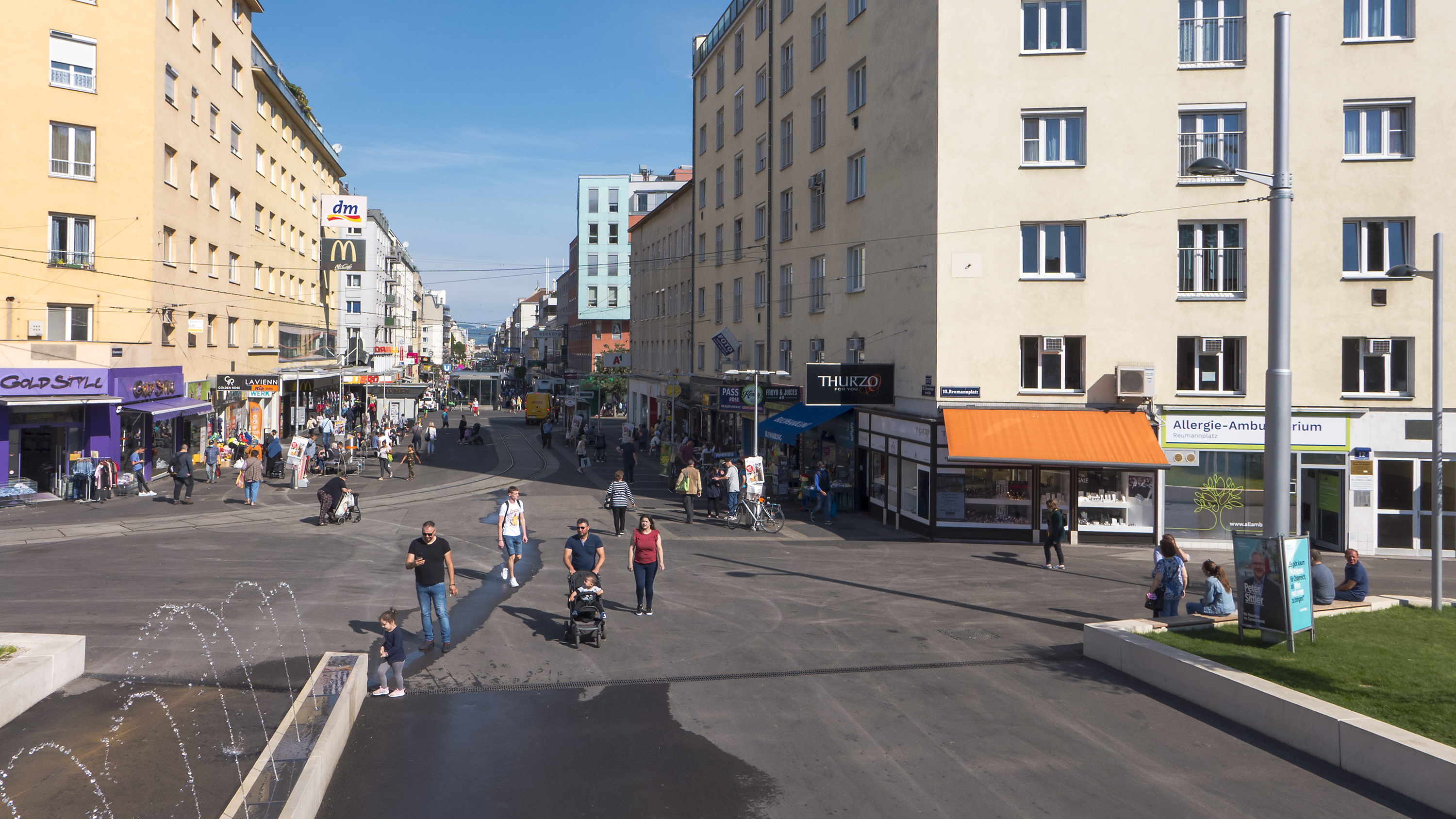
Bei der Buchengasse
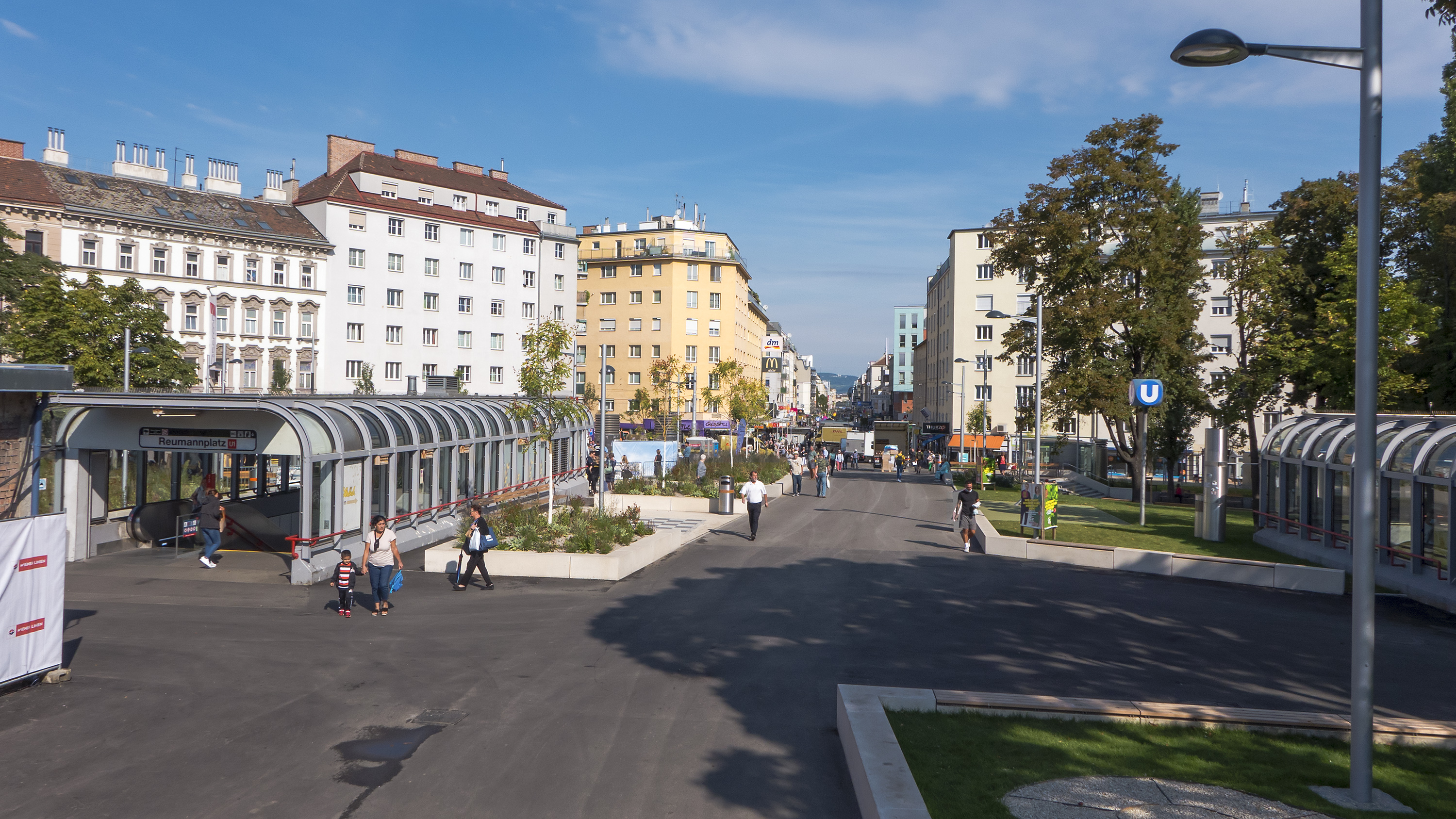
Beim Reumannplatz
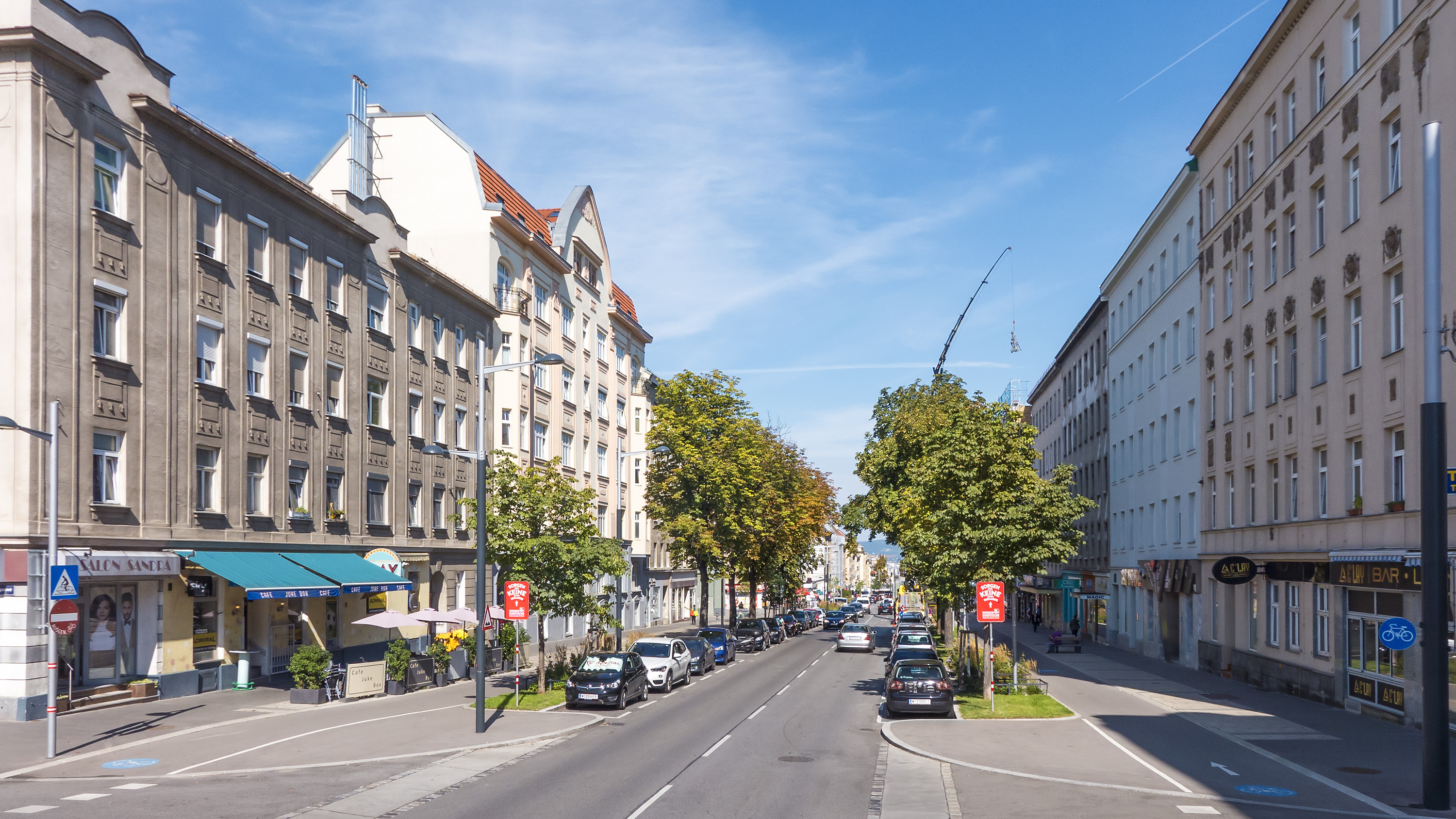
Bei der Alpengasse
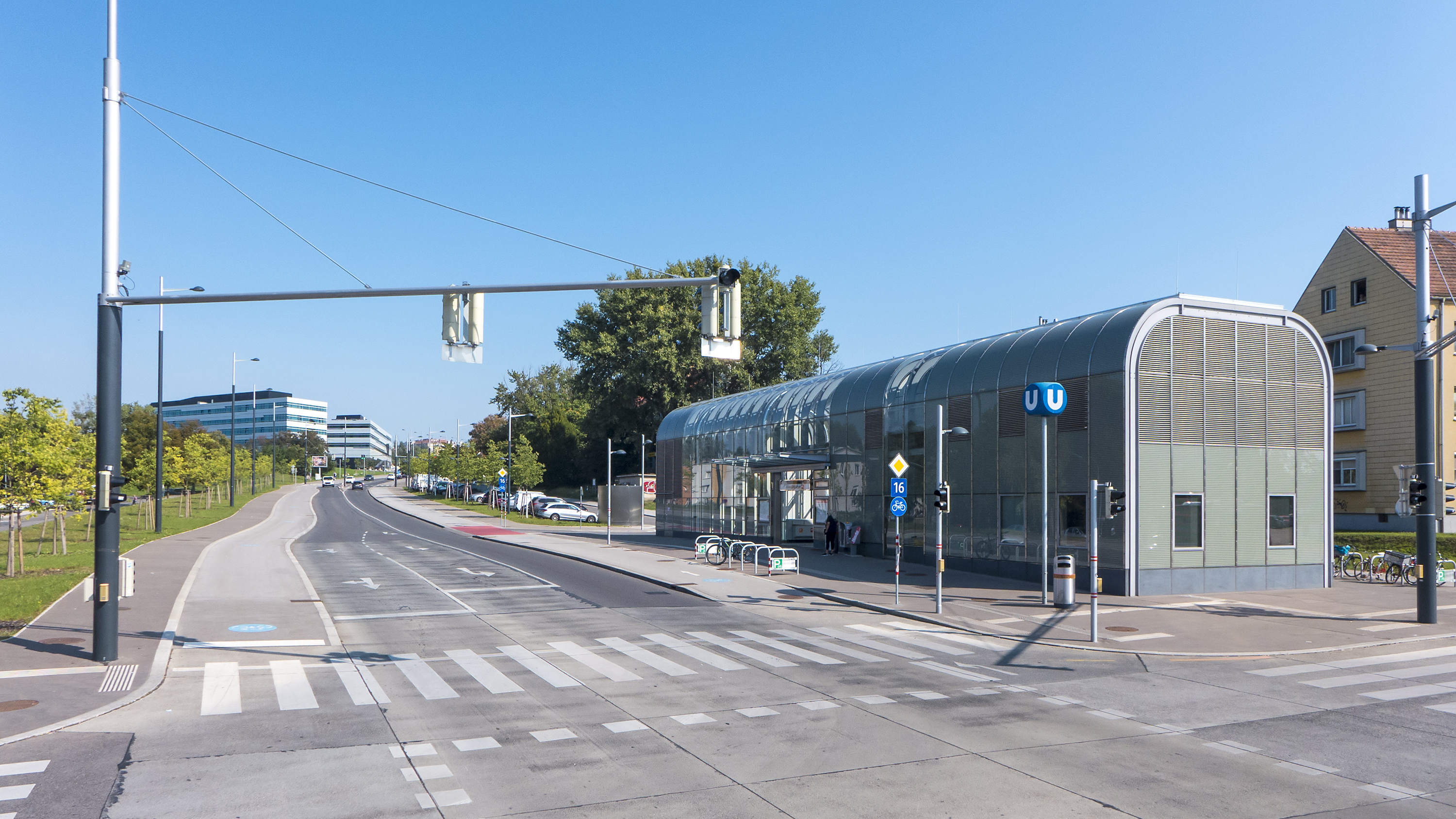
Bei der U-Bahn-Station Alaudagasse
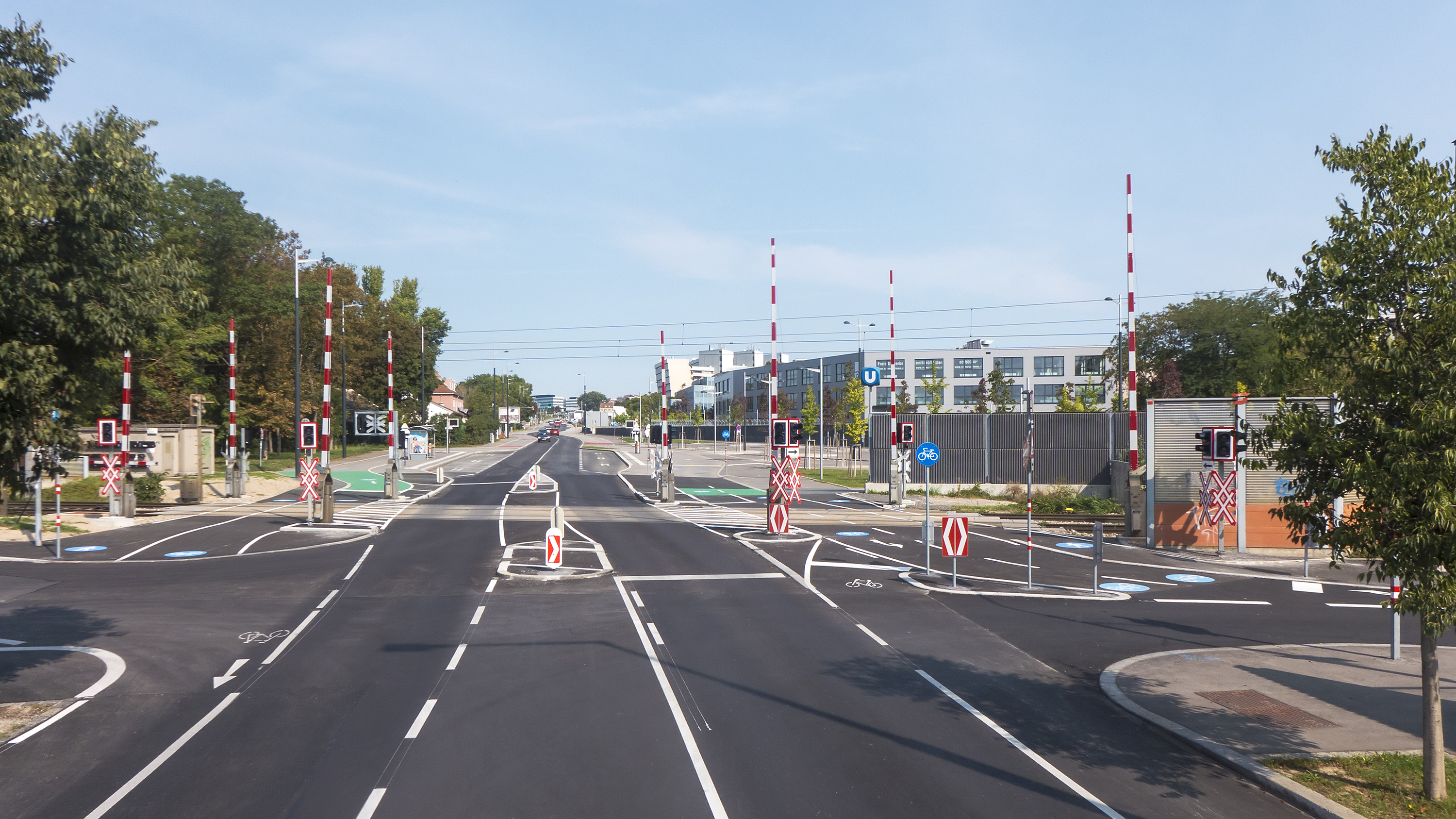
Das Ende der Straße bei der Bahnlände

## Verkehrsanbindung
Die Straßenbahnlinie 67 verkehrt seit 2017 nicht mehr auf der äußeren Favoritenstraße, sondern nur mehr zwischen Reumannplatz und Otto Probst Platz, unter der inneren sowie nun auch unter der äußeren Favoritenstraße verkehrt nun die U1 zwischen Hauptbahnhof und dem Alten Landgut, der N67 verkehrt zudem auf der äußeren Favoritenstraße, die Straßenbahnlinie 6 kreuzt sie an der Quellenstraße.